# Hidjazspoorweg
De Hidjazspoorweg (Arabisch: سكة حديد الحجاز‎ (Sikkat ḥadīd al-Ḥiǧāz); Frans: Chemin de fer du Hedjaz (C.F.H.); Engels: Hedjaz Railway (HR) ) is een smalspoorweg (1050 mm) in het Midden-Oosten tussen Damascus in Syrië en Medina (in het huidige Saoedi-Arabië). De lijn dankt haar naam aan Hidjaz, de streek langs de Saoedische Rode Zee kust. De naam wordt niet alleen gebruikt voor de 1322 km lange hoofdlijn, maar ook voor het hele net met zijlijnen dat
1585 km omvatte. Hiervan is alleen nog het noordelijke deel van de hoofdlijn tussen Damascus en Amman in Jordanië en een aantal zijtakken daarvan bruikbaar.
Daarnaast gebruikt het spoorwegbedrijf dat de spoorweg onderhoudt en de diensten uitvoert de naam.
De lijn werd aangelegd in opdracht van sultan Abdülhamit II van het Ottomaanse Rijk, die zo de bedevaart naar Mekka wilde vereenvoudigen. De aanleg van de lijn, ook wel woestijnlijn genoemd, geldt net als de Bagdadspoorweg, als technisch pionierwerk. Het deel in Syrië en Jordanië werd gebouwd door plaatselijke aannemers, verder naar het zuiden werden alleen soldaten, rond 7.000, van het Osmaanse leger ingezet om de lijn te bouwen. De hoofdlijn kent 1532 bruggen, 2 tunnels en 96 emplacementen waaronder meerdere stations. De stationsgebouwen zijn voor een deel architectonisch interessant.
De overblijfselen van de Hidjazspoorlijn zijn nog overal in de Hidjaz te zien zoals het oude treinstation in Medina.
Sinds de verwoestingen tijdens de Eerste Wereldoorlog, onder meer tijdens de Arabische opstand, is de lijn door onenigheid tussen de koloniale mogendheden en de opvolgende Arabische staten, nog slechts ten dele berijdbaar.

## Rechtsvorm
De Hidjazspoorweg was aanvankelijk een overheidsorganisatie. In 1914 kwam ze onder gezag van het Turkse ministerie voor religieuze stichtingen. Er wordt derhalve aangenomen dat er sindsdien sprake is van een waqf, een niet ontbindbare religieuze stichting die het algemeen belang moet dienen. Als stichting zou ze niet in buitenlandse handen kunnen vallen, dat een deel van de kosten door inzamelingen werden gedekt speelde slechts een ondergeschikte rol. Wel werd later getwist over welke delen van het net van de waqf waren en welke niet. De nog bestaande deeltrajecten worden nu overal als waqf beschouwd. Juridisch heeft de Hidjazspoorweg zo overleefd, al is het grootste deel van het net, dat aan het begin van de Eerste Wereldoorlog 1585 km omvatte, verdwenen.

## Beheer
De directie van de Hidjazspoorweg werd gevestigd in Haifa. Na het uiteenvallen van het Ottomaanse Rijk kwamen in 1920 de delen van het net onder beheer van het bestuur van de respectievelijke gebieden waar de spoorlijn lag.
Het personeel werd vooral aangeworven in de aangrenzende stamgebieden mede om de stammen, die door de spoorlijnen hun bestaande inkomsten uit beschermgeld en vervoer zagen wegvallen, rustig te houden. Dit lukte slechts ten dele.
In 1911 richtte de maatschappij, vermoedelijk als eerste in het Ottomaanse Rijk, een pensioenfonds op. Daarnaast bood ze, voor de toenmalige verhoudingen ruime, sociale voorzieningen zoals dienstwoningen.

## Hoofdlijn Damascus–Medina
De lijn loopt van Damascus via Dera en Amman in Jordanië naar Medina. Een zijlijn liep van Dera naar Haifa, nu in Israël, en werd tijdens de Eerste Wereldoorlog doorgetrokken tot aan Sinaï. Later kwamen er nog meer zijlijnen bij.

### Plannen
Voor het Ottomaanse Rijk was de lijn politiek belangrijk. De andere spoorlijnen werden op grond van concessies aangelegd en uitgebaat door buitenlandse bedrijven zonder dat het land er zelf veel aan had. De concessies waren verleend als gevolg van de zwakke economie en het gebrek aan eigen vakkrachten. Kalief-sultan Abdülhamit II wilde met de Hidjazspoorweg aantonen dat het Ottomaanse Rijk in staat was om een dergelijk project zelfstandig te realiseren. Het beoogde zuidelijke eindpunt Mekka moest bovendien de rol van Kalief, als leider van alle moslims ter wereld, benadrukken.
Strategisch was de lijn van belang omdat zodoende de Arabische grensgebieden beter ontsloten werden en zodoende beter beheerbaar werden, hetgeen zich vooral tegen de Britse aanwezigheid rond het Suezkanaal en de Rode Zee richtte. De beoogde zijlijn naar Akaba stuitte op een Brits veto omdat deze het mogelijk zou maken het Suezkanaal te ontwijken. Om dit kracht bij te zetten bedreigden de Britten het Ottomaanse Rijk door in mei 1906 hun Middellandse Zeevloot te laten opstomen naar de Dardanellen en Istanboel.

### Bekostiging
De kosten beliepen 4 Mln.  Goudpond (Lira). Dat was 15 % van de begroting van het Ottomaanse Rijk in 1909.
De hoofdlijn moest tot Mekka lopen, maar kwam uiteindelijk niet zuidelijker dan Medina. Omdat door de trein de bedevaart naar Mekka een stuk makkelijker zou worden gaven moslims uit de hele wereld genoeg geld om ongeveer 28 % van de bouwkosten te dekken, de rest werd echter door het Ottamaanse Rijk betaald. Voor de geldschieters van de aanleg werd een Turkse onderscheiding, de Medaille voor de Hidjazspoorweg ingesteld.

### Bouw

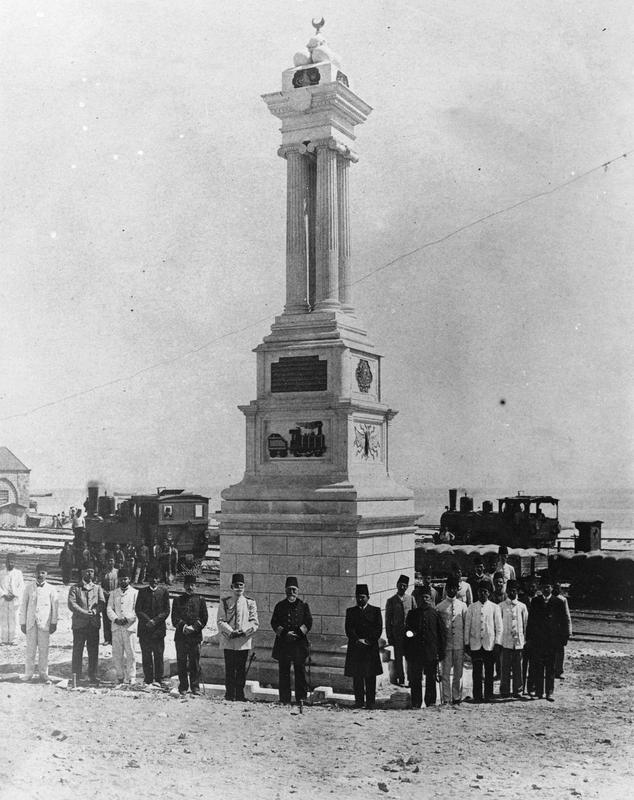
De feestelijke opening van de zijlijn naar Haifa in 1905.
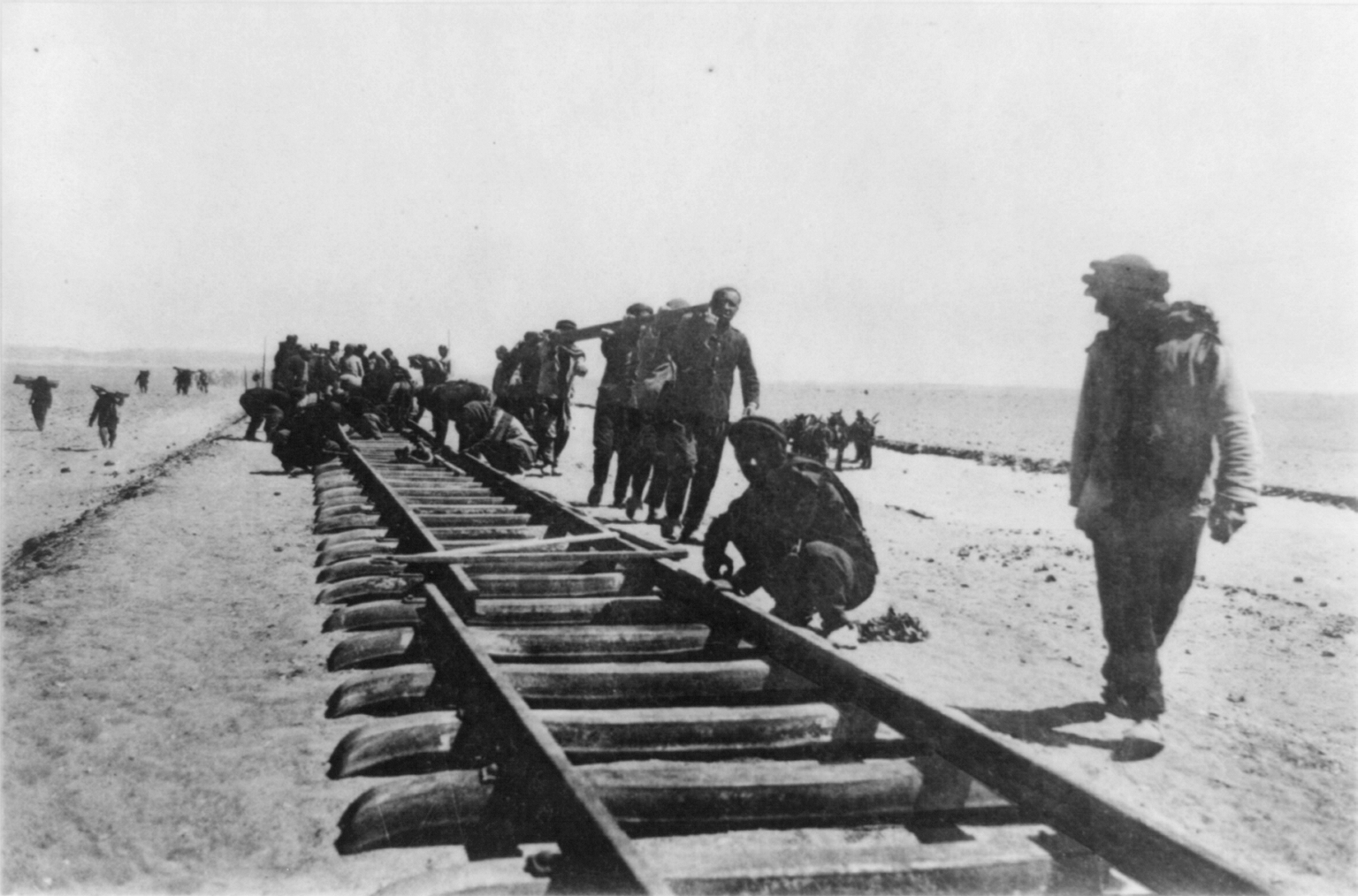
De werkzaamheden bij Tabuk in 1906.
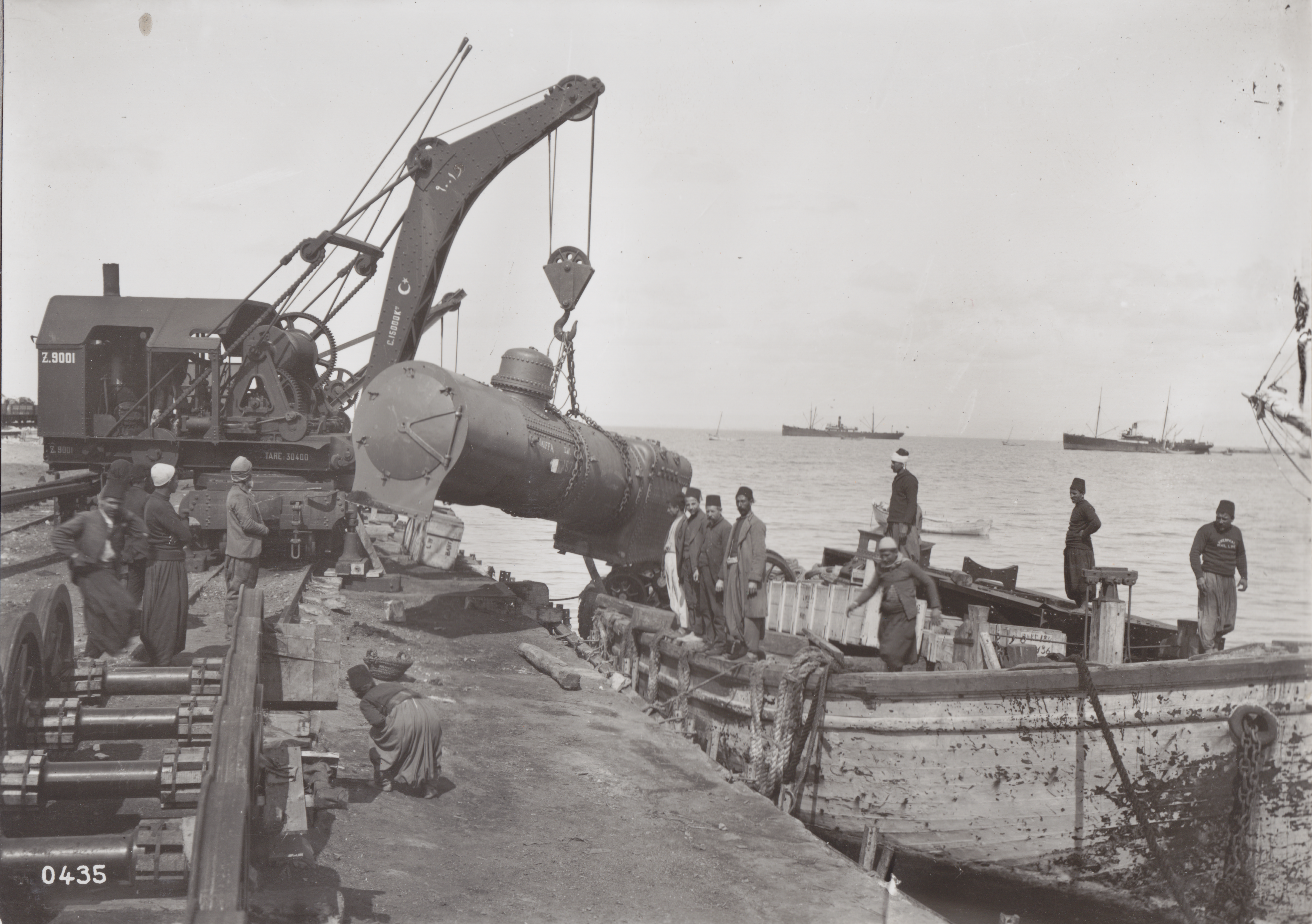
Ontscheping van een locomotief in de haven van Haifa in 1913.

In 1900 werd begonnen met de aanleg en in 1908 was de spoorweg voltooid. De projectleiding werd toevertrouwd aan de Duitse ingenieur Heinrich August Meißner Pascha (1862–1940), die al sinds 1887 voor de spoorwegen in het Ottomaanse Rijk werkzaam was geweest. Voor Meißner pleitte dat het Duitse Rijk en het Ottomaanse Rijk in deze tijd nauwe betrekkingen onderhielden en onderdanen van andere grootmachten hoe dan ook niet in aanmerking kwamen als chef-ingenieur aangezien hun belangen in de Arabische wereld door het project werden geschaad. Meißner nam vervolgens andere Duitse ingenieurs aan voor de aanleg en de dienstuitvoering, waaronder bijvoorbeeld de latere directeur van de Deutsche Reichsbahn, Paul Levy. Levy was tussen 1905 en 1909 verantwoordelijke voor de bouw, aanschaf en onderhoud van het rollend materieel, alsmede de daarvoor benodigde depots. Tevens bouwde hij de werkplaats in Damascus.
De lijn werd gebouwd met de zeldzame spoorwijdte van 1.050 mm. De waarschijnlijkste reden is dat de bestaande spoorlijn Société Ottomane du Chemin de fer Damas–Hamah et Prolongements (D.H.P.) tussen Beiroet en Damascus deze gebruikte. Waarom de DHP deze spoorwijdte koos is niet bekend. Rollendmaterieel voor de nieuwe hidjazspoorweg kon zo makkelijk naar Damascus gereden worden, hetgeen bij gebrek aan wegen een belangrijk logistiek voordeel was.
De bouw begon in 1900 bij Moezairib, het zuidelijke eindpunt van de Hauranspoorweg, en op 1 september 1902 ging de treindienst naar Amman van start. De Ottomaanse overheid onderhandelde met de D.H.P. over de aankoop van de Hauranspoorweg tussen Damascus en Moezarib om deze in de Hidjazspoorweg op te nemen. Omdat de Verheven Porte de vraagprijs te hoog vonden ging de koop niet door en kwam er geen verbinding tussen beide lijnen. In plaats daarvan werd de Hidjazspoorweg tussen Moezarib en Dera naar het noorden afgebogen en over een traject ten oosten van de Hauranspoorweg naar Damascus doorgetrokken en op 1 september 1903 in gebruik genomen. Het spoor tussen Moezarib en Dera werd onderdeel van de zijlijn naar Haifa die op 15 oktober 1905 geopend werd.
Ondanks grote moeilijkheden als gevolg van hitte, zandstormen en watergebrek werd de spoorweg in een recordtijd van acht jaar voltooid en op 1 september 1908 geopend.
Hoewel het materiaal klaar lag werd het deel ten zuiden van Medina naar Mekka niet gebouwd. De plaatselijke stammen wilden hun invloed behouden en niet afzien van het beschermgeld en vervoersopbrengsten van de pelgrims. Na de val van sultan Abdülhamit II in 1909 viel de politieke druk voor de bouw weg en stopten de bouwactiviteiten.
Het tracé ligt vlak in de buurt van de ruïne van het middeleeuwse paleis van Qasr Mushatta, een voormalig woestijnslot ongeveer 30 km ten zuiden van de Jordaanse hoofdstad Amman. Omdat gevreesd werd dat door de nabijheid van de spoorlijn waardevol erfgoed ontvreemd zou kunnen worden, werd, na bemiddeling door arabist Julius Euting, besloten om de gevel aan Keizer Wilhelm II te schenken. De gevelstukken konden makkelijk per spoor vervoerd worden en kwamen uiteindelijk in het Pergamonmuseum in Berlijn terecht.

### Treindienst

Station Damascus-Kanawat, spoorzijde 1903.
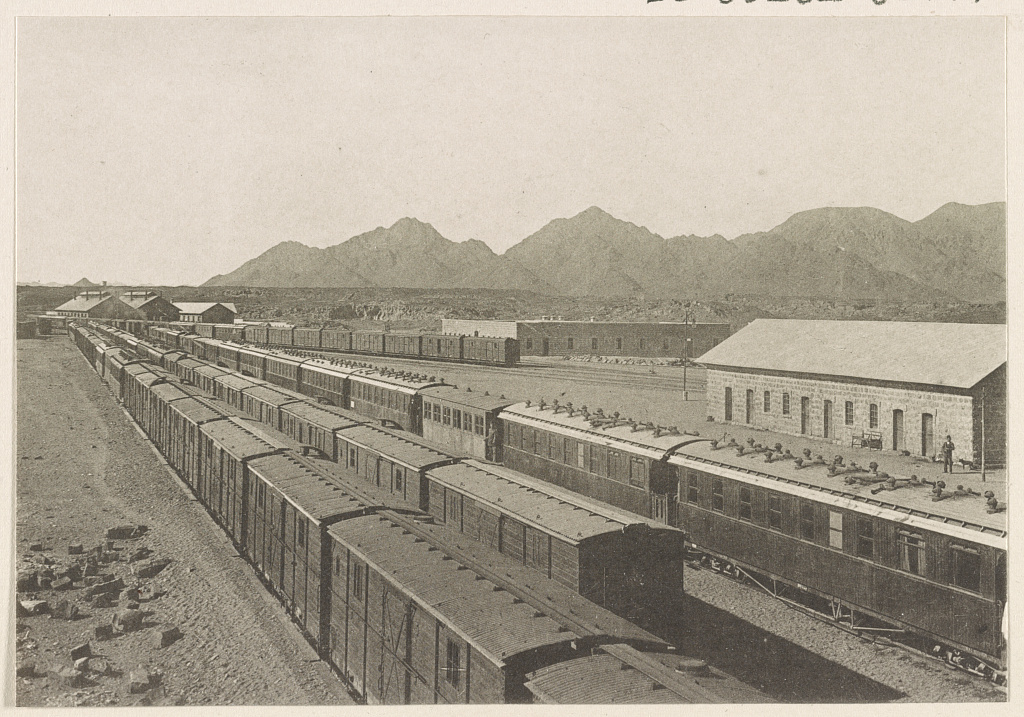
Het zuidelijke eindpunt in Medina.
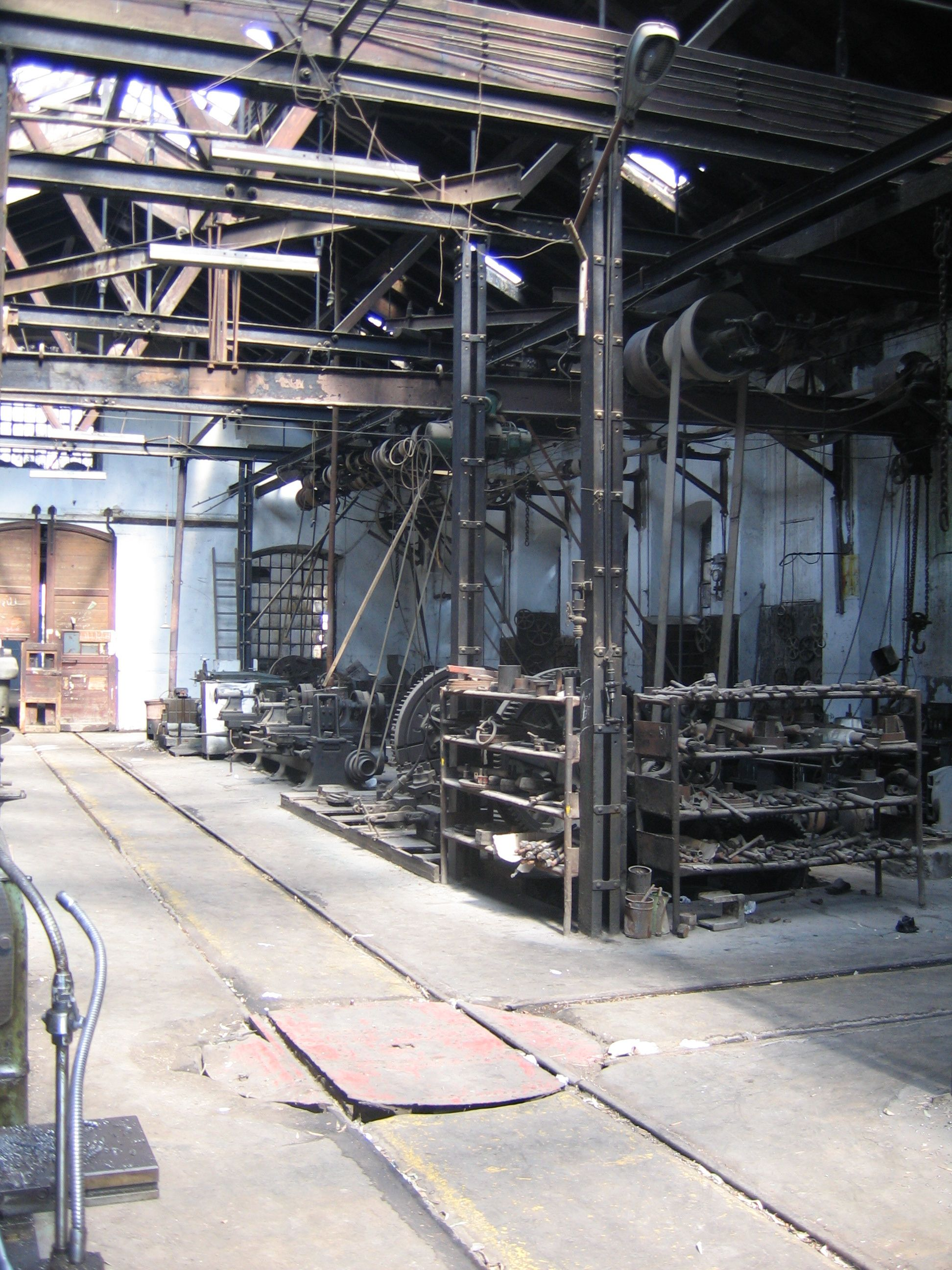
Werkplaats Damascus-Kadam.

Tijdens de hadj reden dagelijks vijf treinen die met een maximumsnelheid van 30 Km/u drie dagen nodig hadden om Medina te bereiken. De kameelkaravanen deden hier ongeveer anderhalve maand over.

### Zijlijnen
Uitgaande van de hoofdlijn Damascus – Medina werd het net met meerdere zijlijnen uitgebreid tot het in 1917 z'n grootste omvang bereikte. De ontwikkeling ging als volgt;
- Spoorlijn Damascus–Medina (1908)
  - Spoorlijn Damascus–Qatara (1944)
  - Spoorlijn Haifa–Dera (1905) – in 2016 omgespoord naar normaalspoor
    - Spoorlijn Afula–Nablus (1914)
      - Militairspoor Maṣʿūdiyya–Be’er Scheva (1915–1917 – toen ten zuiden van Toelkarem omgespoord naar normaalspoor)
        - Spoorlijn Jaffa–Jerusalem, van Lod tot Jerusalem (1915–1918 – toen omgespoord naar normaalspoor)
        - Militairspoor Tine–El Huj/Beit Hanun (alleen 1917)

    - Spoorlijn Haifa–Akko (1913–1915 – 1919 nieuw, 1941 toen geheel omgespoord naar normaalspoor)

  - Spoorlijn Dera–Bosra (1912–1914, 1924)
  - Qal'at 'Anaza–el-Hische (ca. 1915–1918)
  - Spoorlijn Ma’an–Naqb Aschtar (1940–43, -?)
  - Spoorlijn Aqaba–Abiad/Wadi el Hassa (1975)

## Eerste Wereldoorlog

### Trajecten
De Hidjazspoorweg bleef een korte droom aangezien die slechts zeven jaar een normale treindienst heeft gekend.
De Eerste Wereldoorlog had voor de spoorwegen in het Midden-Oosten ingrijpende gevolgen. Allereerst werden de Franse spoorwegmaatschappijen door de Ottomaanse autoriteiten in beslag genomen, waaronder de metersporige lijn tussen Jaffa en Jerusalem, en de treindiensten op die lijnen kwamen in handen van de Hidjazspoorweg. Deze werd zelf ondergeschikt aan de legerleiding die in Palestina het spoorwegnet richting Suezkanaal wilde uitbreiden.
Het grote militaire belang van de hidjazspoorweg droeg tijdens de Eerste Wereldoorlog aan de ondergang omdat ze een geliefd doel werd voor aanslagen. Veelvuldig pleegden opstandige bedoeïenen, onder aanvoering van Lawrence of Arabia, aanslagen met explosieven. Deze aanslagen waren zo talrijk dat voor de bestrijding van deze guerillastrijders een squadron van de Duitse luchtmacht, het Levante-Korps, ingezet moest worden. Nog altijd liggen er verroeste wrakken van locomotieven als stille getuigen van de Arabische opstand tegen het Ottomaanse Rijk.

### Treindienst
Het grootste probleem was de bevoorrading van de locomotieven met kolen. Steenkoolwinning bestond alleen in Libanon dat echter slechts kleine hoeveelheden van slecht kwaliteit had. De aanvoer over zee was door de Britse blokkade niet meer mogelijk. Ter vervanging was jaarlijks 150.000 t. hout nodig om de treindienst draaiende te houden. Al in 1916 waren alle bereikbare bomen langs de spoorlijnen opgestookt en ook veel oude olijfboomgaarden werden niet gespaard. Zelfs het interieur van de rijtuigen van de J & J werd verstookt, vermoedelijk om bij de opmars van Britse troepen nog zoveel mogelijk locomotieven naar het noorden te krijgen. Om hout te verkrijgen werden mannen van militaire dienst ontheven om ook verder van de spoorlijn gelegen houtopstanden te ontginnen. Hiertoe werden aanvullende spoorlijnen naar het achterland gebouwd;
- Qal'at 'Anaza–el-Hische in Zuid-Transjordanië bij Petra (28 km),
- el-Qasr–el-Hermil in Libanon (19 km); waar een kabelspoorweg onder leiding van een Duitse officier werd uitgebaat.

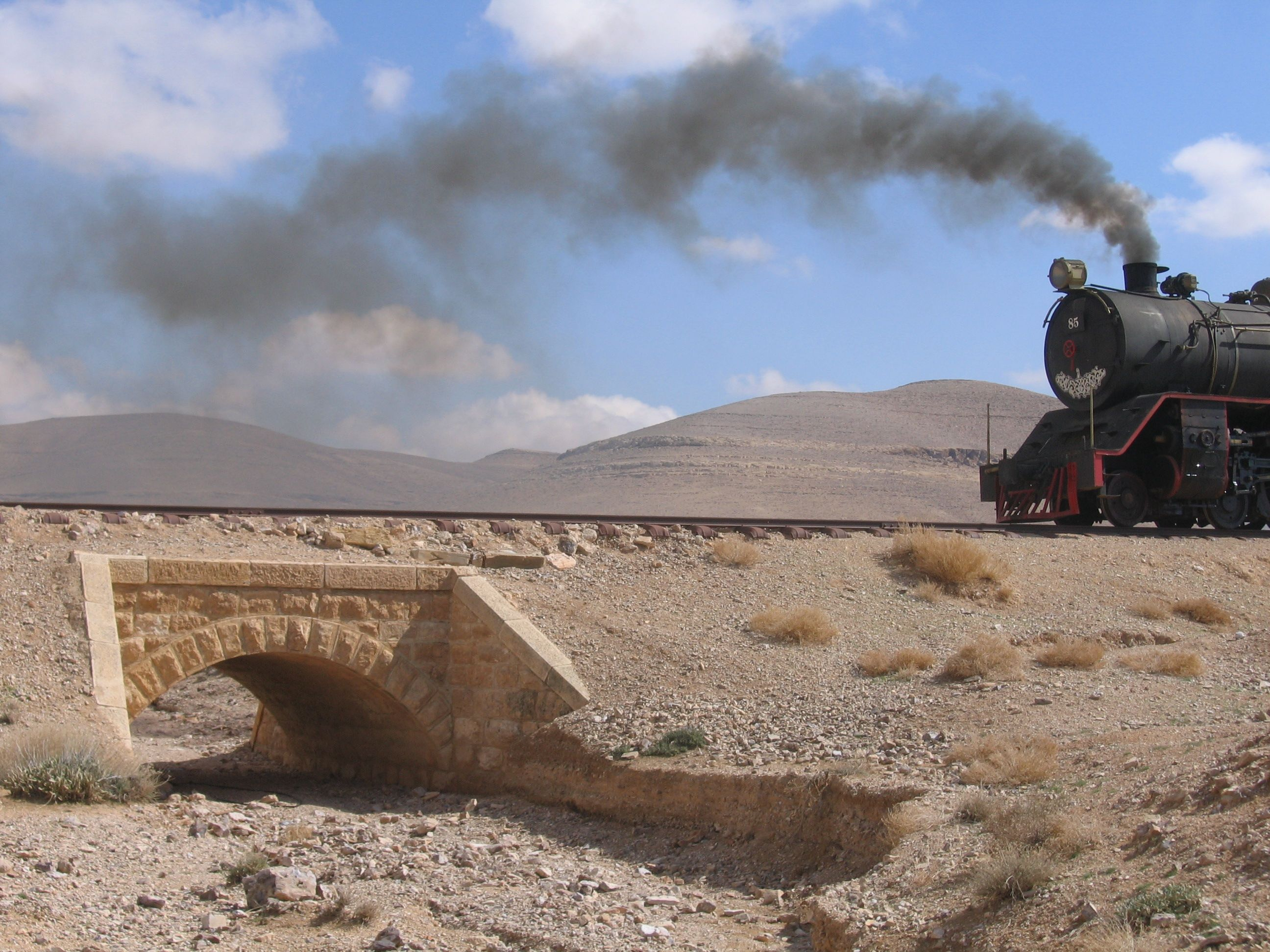
Kenmerkende doorlaat onder het spoor
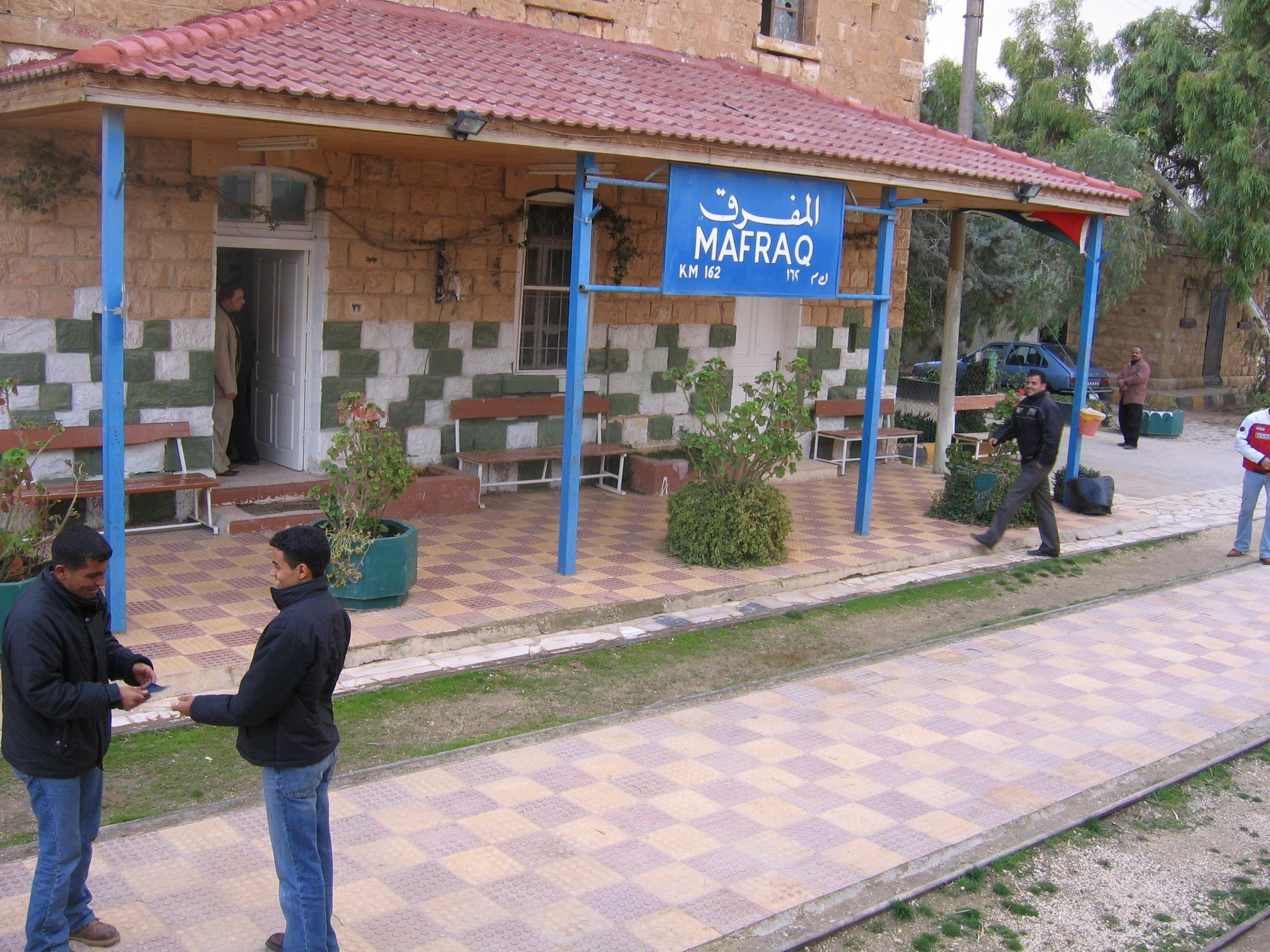
Station Mafraq, Jordanië
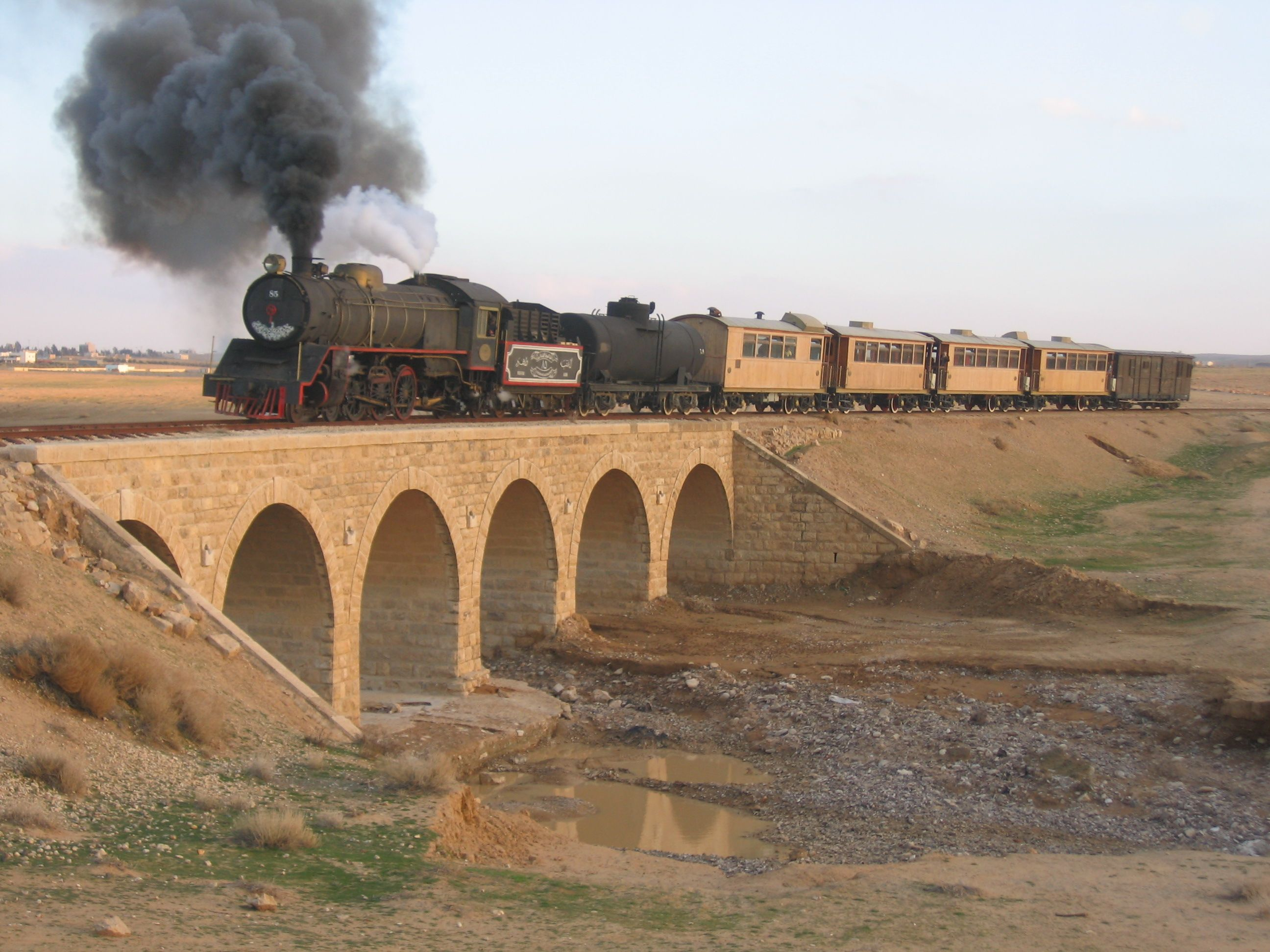
Extra trein op de Hidjazspoorweg

Ondanks alle inspanningen voor een doorgaande spoorweg vanaf Constantinopel was deze pas in 1918 gereed, dus vlak voor het einde van de oorlog, en had daarom geen invloed meer op de afloop van de oorlog. Slechts ongeveer 100 wagons met Duitse kolen bereikten de Hidjazspoorweg voordat deze ineenstortte.
In de loop van de tijd ontstond ook een tekort aan smeermiddelen. Daarom werd gebruik gemaakt van reststoffen van de olijfolie productie en werden wonderboomplantages onder leiding van de spoorwegdirectie aangelegd. Deze omstandigheden leidden al in 1914/1915 tot grote slijtage van de locomotieven.
In 1917/1918 werden twee Duitse, zogeheten Eisenbahnbetriebskompanies (E.B.S.K.), ingezet:
- E.B.S.K. 11 onder bevel van kapitein Borck.
- E.B.S.K. 44/48 onder bevel van kapitein Pösentrup.

De compagnies bestonden uit Duitse spoorwegambtenaren. De E.B.S.K. 11 leidde het gehele spoorwegverkeer tussen Sammach en Tulkarm en leverde de treindienstleider.

## Mandaattijdperk

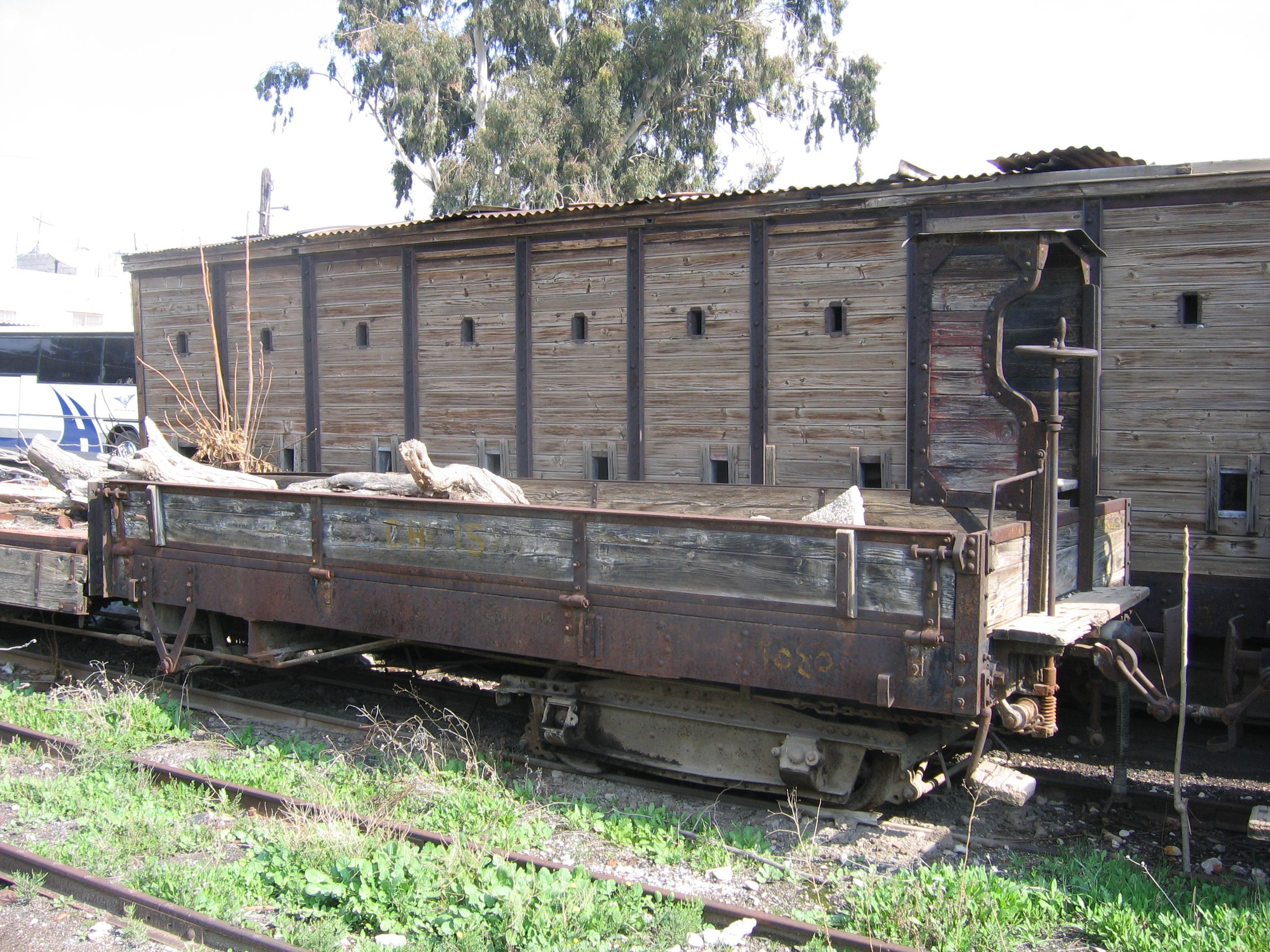
Gepantserd begeleidingsrijtuig uit de tijd van het Franse mandaat.
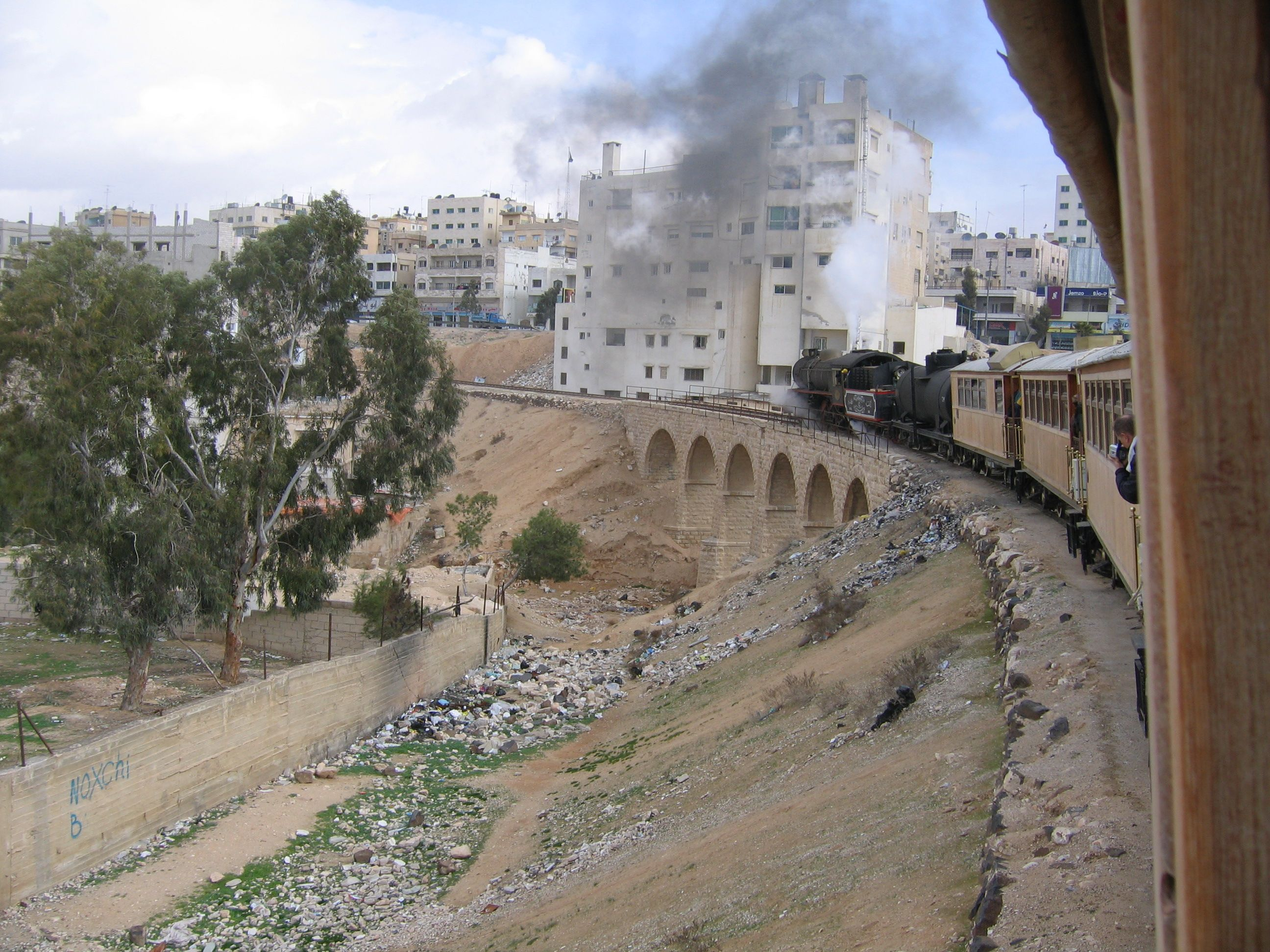
Doorrit door Az Zarqa.
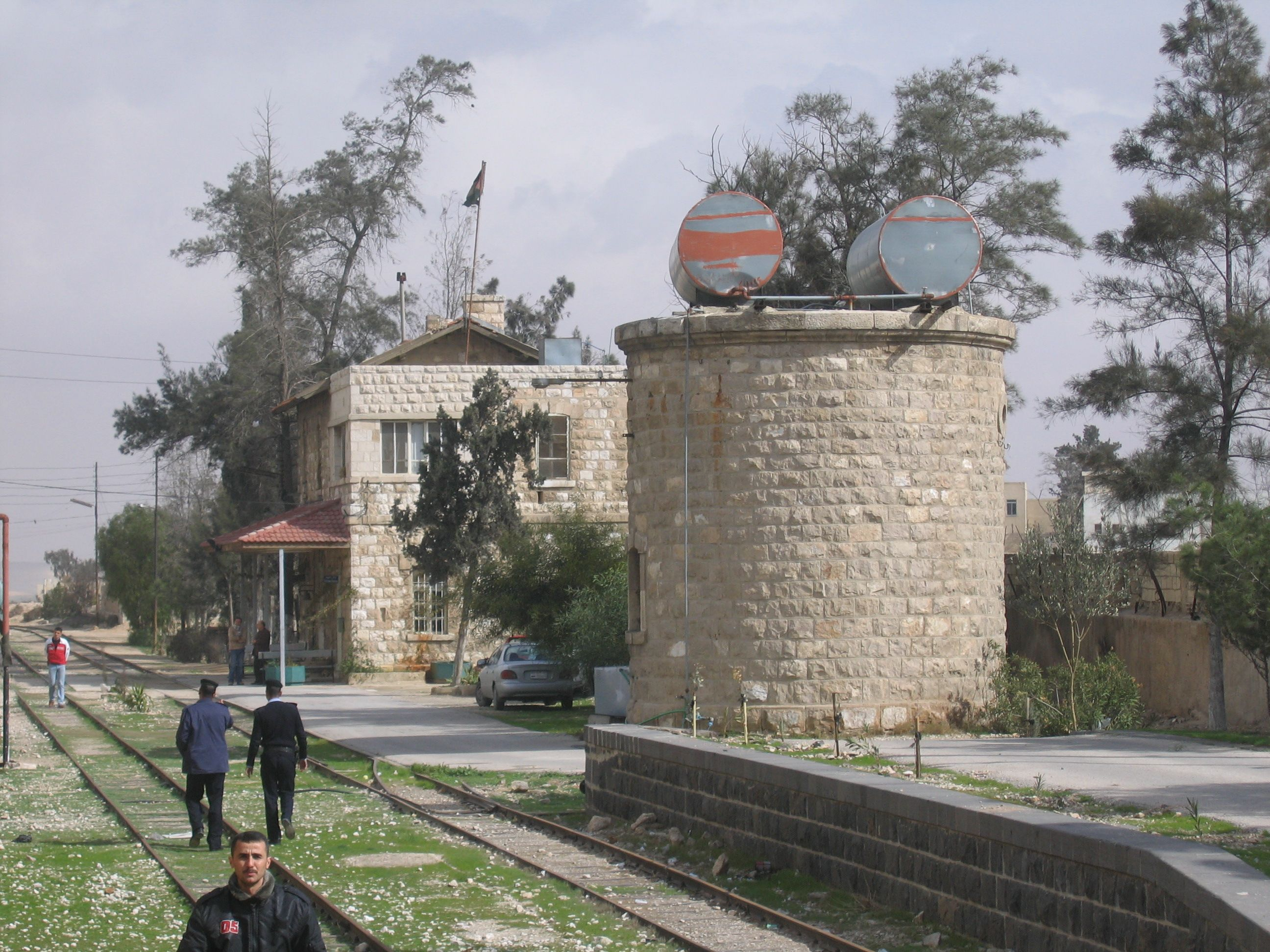
Watertoren en station in Az Zarqa, Jordanië.

De Eerste Wereldoorlog eindigde in het Midden-Oosten in de opdeling van het Ottomaanse Rijk. De gebieden ten zuiden van Turkije werden door de Volkenbond ondergebracht in twee mandaatgebieden (zone A en B); Syrië en Libanon kwamen onder beheer van Frankrijk. Irak en Palestina, en vanaf 1922 ook het daarvan afgesplitste Transjordanië, kwamen onder beheer van het Verenigd Koninkrijk. De spoorlijnen kwamen zodoende in handen van de nieuwe spoorwegdirecties overeenkomstig de nieuwe territoriale indeling.
Palestine Railways nam het in Palestina liggende westelijke en zuidelijke deel van de Hidjazspoorweg over. Zij dreef de 86,9 km van de spoorlijn Haifa–Dera ten westen van station Sammach, waar ook de locomotieven gewisseld werden, hoewel het volgende station in oostelijke richting, het krap bemeten Al-Hamma nog tot Palestina hoorde, alsmede de 436 km van de Hidjazspoorweg tussen Nasib en Maʿan in Transjordanië. In Syrië werd de Chemin de fer du Hedjaz (CFH) opgericht. Drie conferenties in Beiroet verdeelden de boedel van de Hidjazspoorweg, met name het rollend materieel. Uiteindelijk werd het rollend materieel half om half verdeeld tussen de Syrische en de Palestijns/Transjordaanse opvolgers. De enige werkplaats voor de twee Britse delen lag in Haifa. De toegelaten maximumsnelheid tijdens de mandaattijd bedroeg normaalgesproken 30 km/u en werd later op sommige baanvakken verhoogd. In 1924 reed de laatste trein het gehele traject tussen Damascus en Medina.

## Tweede Wereldoorlog

### Spoorlijnen
In 1940 werd de lijn tussen Toelkarem en Afula door Nieuw-Zeelandse genietroepen opgeknapt om de aanvoerlijnen voor Britse troepen, die in Syrië tegenover Franse troepen van het Vichy bewind stonden, te versterken. Ze herstelden ook een van de bruggen in de Yarmukkloof die door de Franseb was opgeblazen. Daarnaast begonnen ze met de aanleg van de zijlijn Ma’an–Aqaba die echter nooit werd voltooid.

### Treinverkeer
Begin 1942 schakelde de hidjazspoorweg over van kolenstook op oliestook omdat kolen nauwelijks meer verkrijgbaar waren, hetgeen aanvankelijk tot grote problemen leidde, met name uitval van locomotieven. De schade door vijandelijkheden was echter minimaal.
In 1944 werd het goederenvervoer op de lijn Aflua-Nabloes hervat, maar dit werd al in 1946 gestaakt wegens gebrek aan vraag. Het verkeer op het net van de hidjazspoorweg in Palestina was in 1945 al zover teruggelopen dat het schrappen van treindiensten neer kwam op het sluiten van de betreffende lijn. Op 1 juli 1946 werd een voorlopige dienstregeling voor het traject Haifa-Oost – Sammach van kracht, die in iedergeval voorzag in een dagelijkse goederentrein met reizigersvervoer en een pendeldienst met een sentineltreinstel.

### Wederopbouw
In 1955 besloot een Arabische bouwcommissie onder leiding van de Syrische president M.A. Halabi en leden uit Syrië, Jordanië en Saoedi-Arabië, om 843,2 km van de hidjazspoorweg weer in gebruik te nemen. In juni werd het Münchense ingenieursbureau Kurt Becker GmbH met de uitvoering belast. Hiervan werd slechts 70 km ten zuiden van de Jordaans/Saoedische grens aangelegd. Na de zesdaagse oorlog in 1967 werd het herstel van de spoorlijn echter gestaakt.

## Palestina en Israël
De lijnen van de hidjazspoorweg, met name Haifa – Dera, werden tijdens de Arabisch-Israëlische Oorlog van 1948 door de Joods-Palestijnse ondergrondse gesaboteerd om de aanvoerlijnen van de Britse troepen te onderbreken. De overgebleven stukken van de lijn in Israël werden in 1951 buiten gebruik gesteld. In 2016 werd de lijn, in het kader van een uitbreidingsproject van het Israëlische spoorwegnet, ten westen van Beit Sche’an heropend. De herbouw omvatte de omsporing tot normaalspoor en het vervangen van overwegen door ongelijkvloerse kruisingen.

## Jordanië

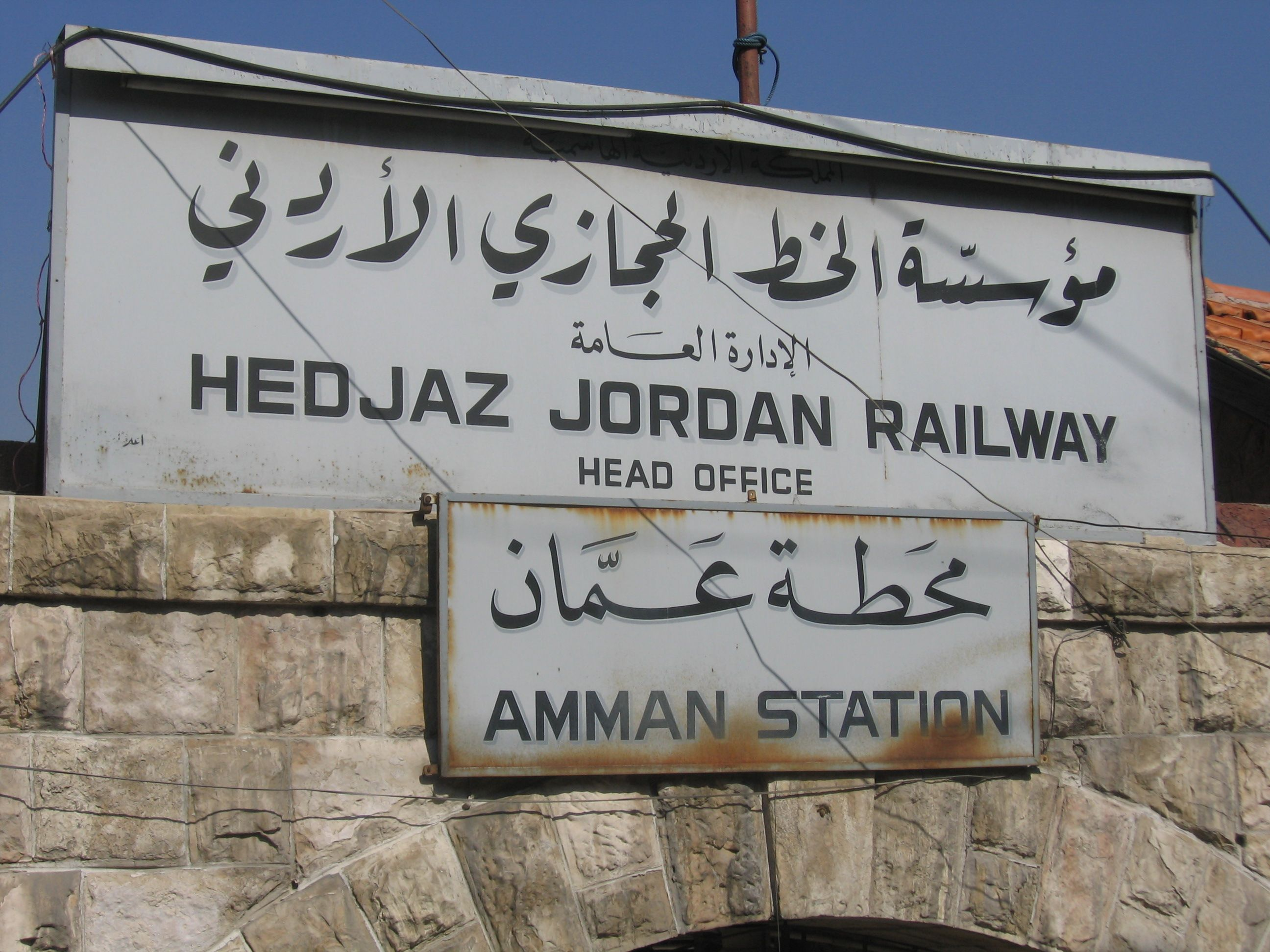
Hoofdkantoor van de Jordaanse Hidjazspoorweg (JHR) in het station van Amman.
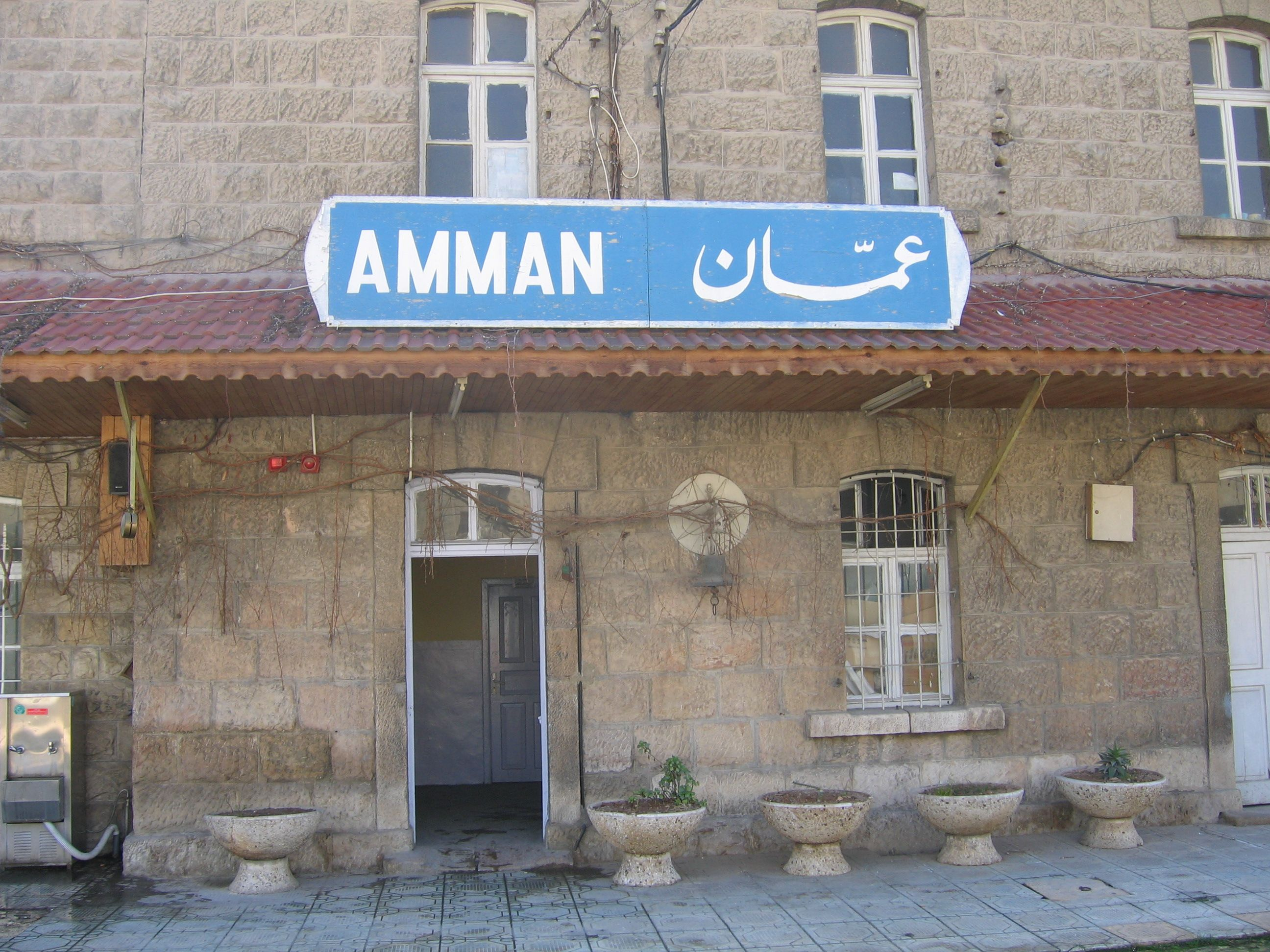
Station Amman
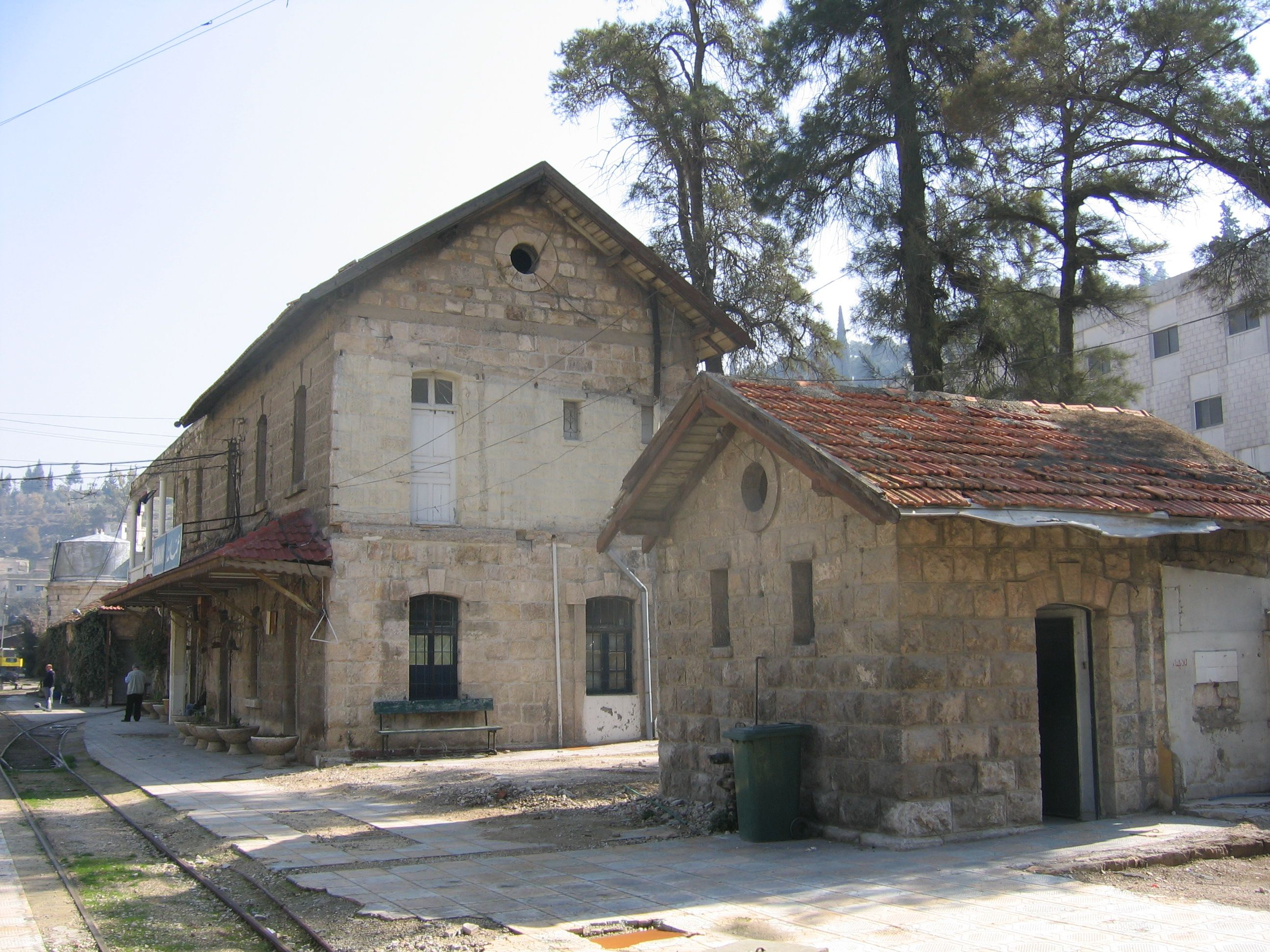
Station Amman

In 1975 kwam de Akabalijn gereed die bij Batn al Ghul aftakt van de hoofdlijn. Deze lijn stond al begin 20e eeuw in de plannen maar werd onder Britse druk niet gebouwd. De lijn die in 1940 vanaf Ma'an richting Akaba werd aangelegd kwam niet verder dan Ras an Naqab. De lijn uit 1975 loopt vrijwel oost-west langs de noordrand van Wadi-Rum en wordt o.a. gebruikt door de fosfaattreinen tussen de fosfaatmijn bij Al Hasa en de haven van Akaba.

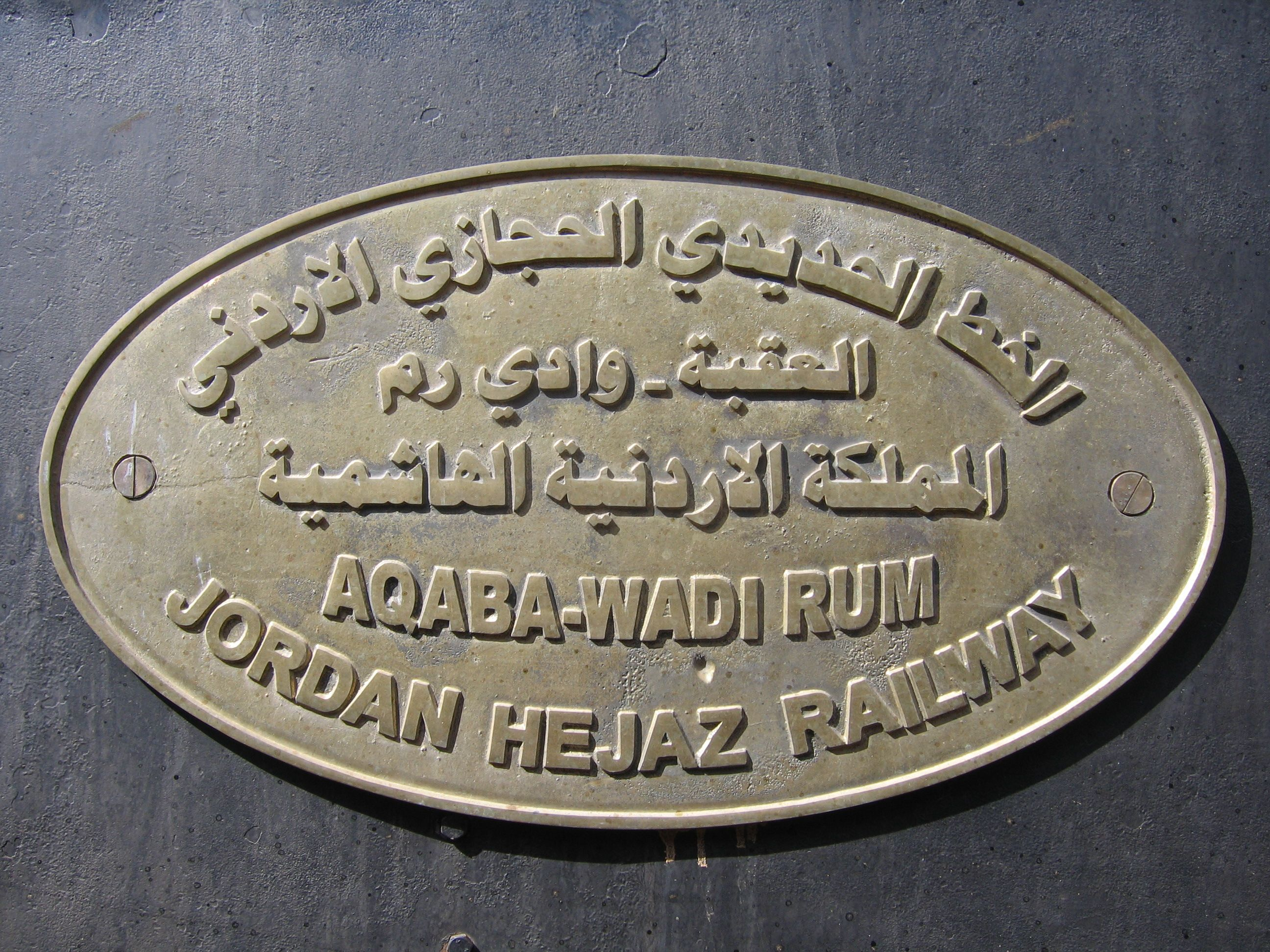
Naamplaat op een locomotief van de toeristentrein Aqaba – Wadi Rum.
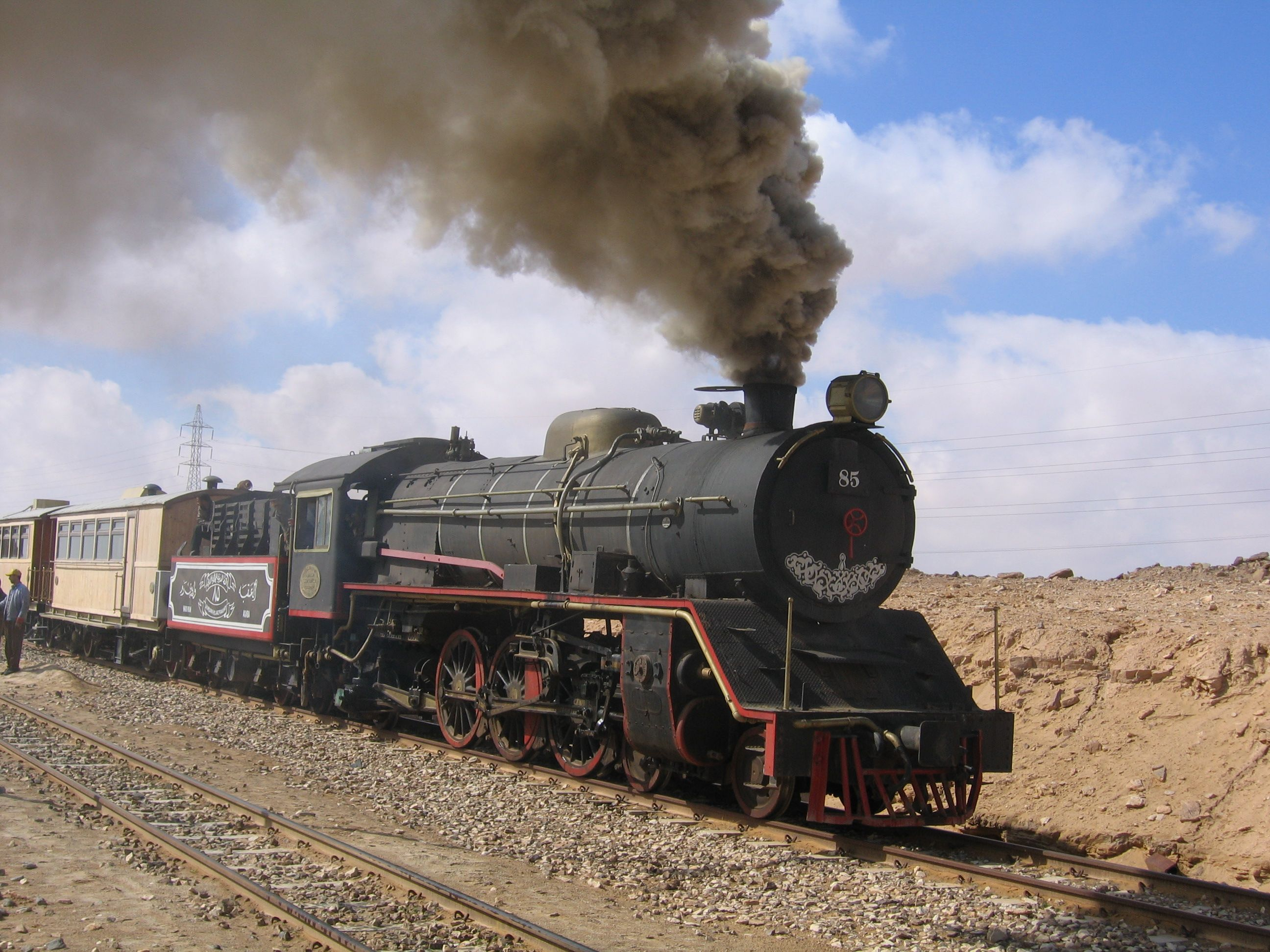
Extra trein in station Faraifa getrokken door locomotief 82, gebouwd in 1959 in Japan.
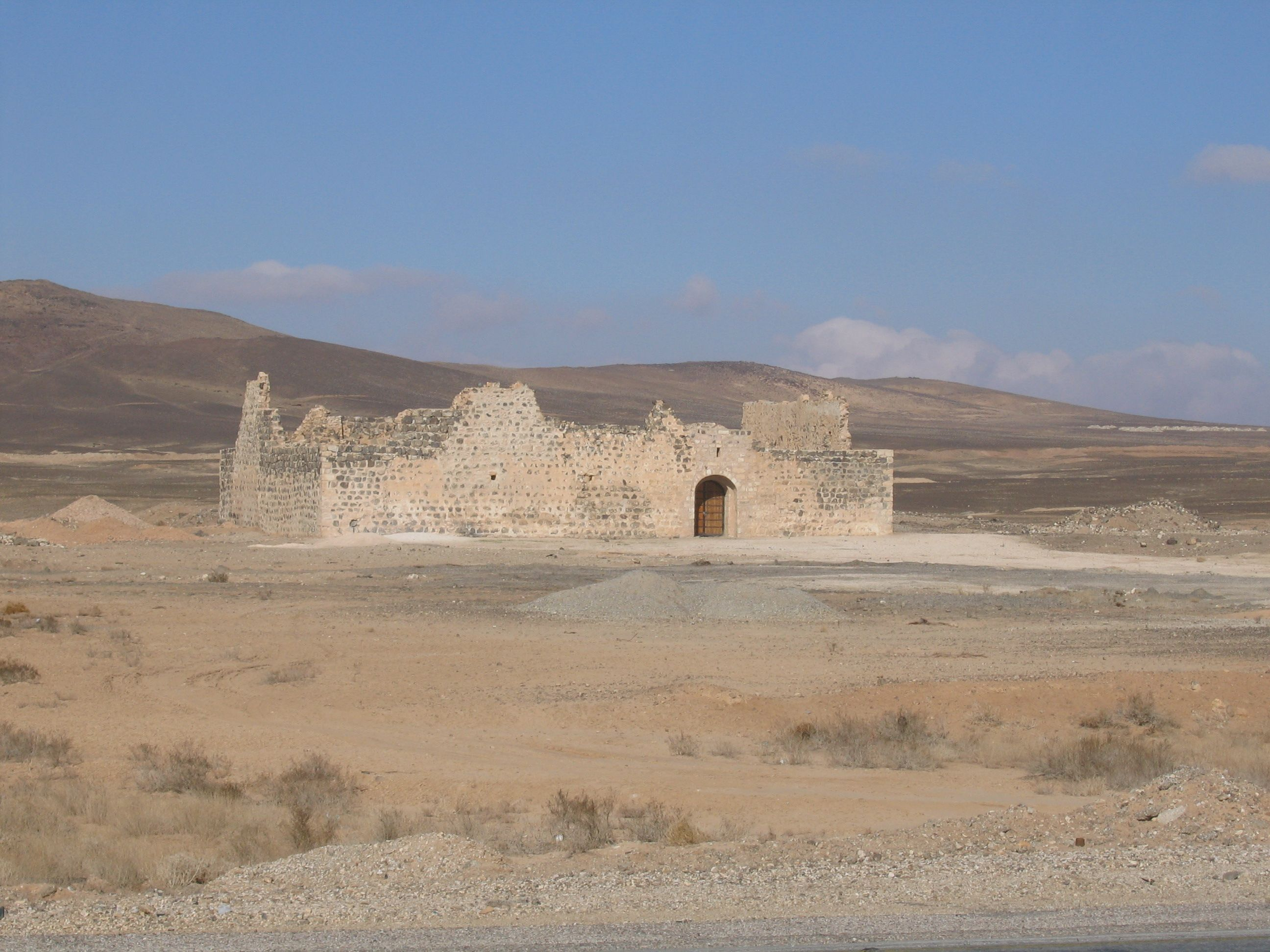
Ruïne van de militaire vesting voor het station Anese.
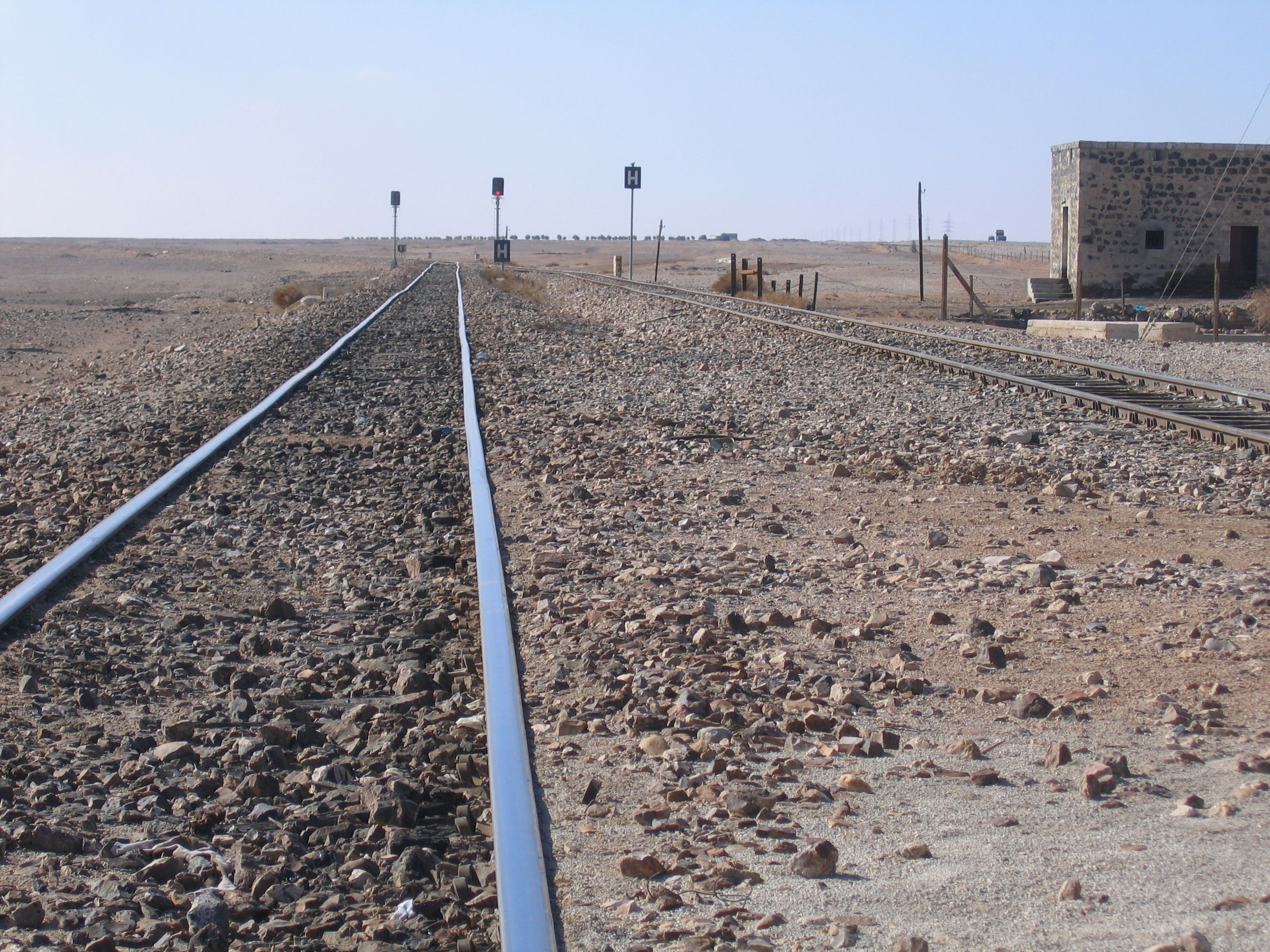
Station Anese – aan het door de fosfaattreinen gebruikte deel van de Hidjazspoorweg.

## Syrië
In 1976 werd een 33,9 km lange zijlijn van Damascus-Cadem naar Qatana en de nabij gelegen militaire basis gebouwd.

## Rollend materieel
Op de hidjazspoorweg rijden naast diesellocomotieven nog altijd stoomlocomotieven die stammen uit de tijd waarin de lijn werd aangelegd, waaronder die van Duitse makelij van de Sächsische Maschinenfabrik, Borsig en Arnold Jung Lokomotivfabrik.

### Locomotieven
De bedrijfsomstandigheden vereisen robuuste locomotieven met een eenvoudig ontwerp, grote ketels en veel ruimte voor kolen en water. In verband met de ontoereikende werkplaatsen zou het zinvol geweest zijn om standaard ontwerpen te maken of op zijn minst standaard onderdelen te gebruiken op slijtage gevoelige plekken. De commissie, onder voorzitterschap van de Groot-vizier in het verre Constantinopel, die over de aankopen besliste sloeg dit advies van de bedrijfsleiding echter in de wind. Pas bij latere aankopen werd er alsnog rekening mee gehouden.

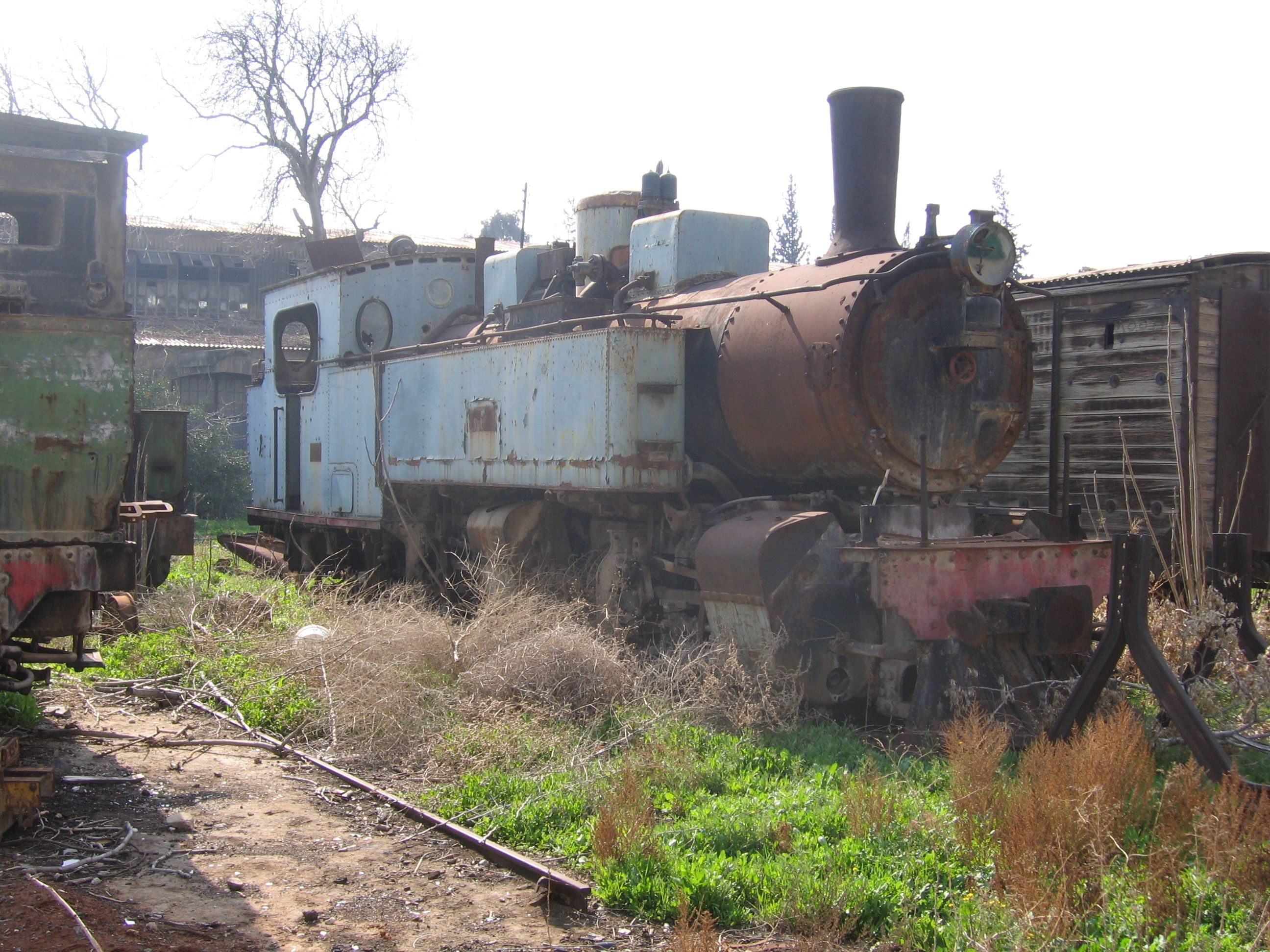
Mallet-Locomotief, opgesteld in de werkplaats Damascus-Kadam.
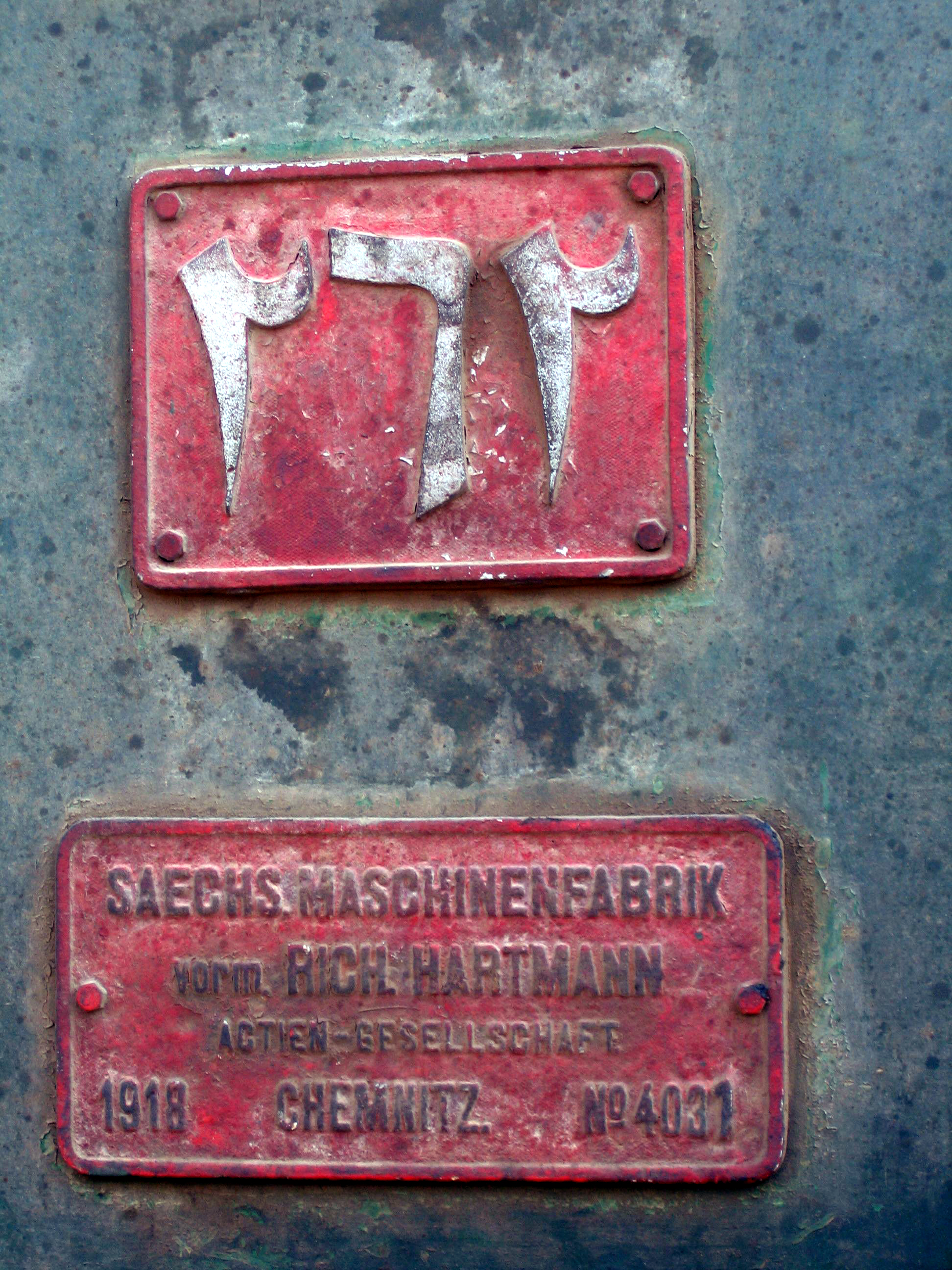
Locomotief van de Sächsischen Maschinenfabrik.
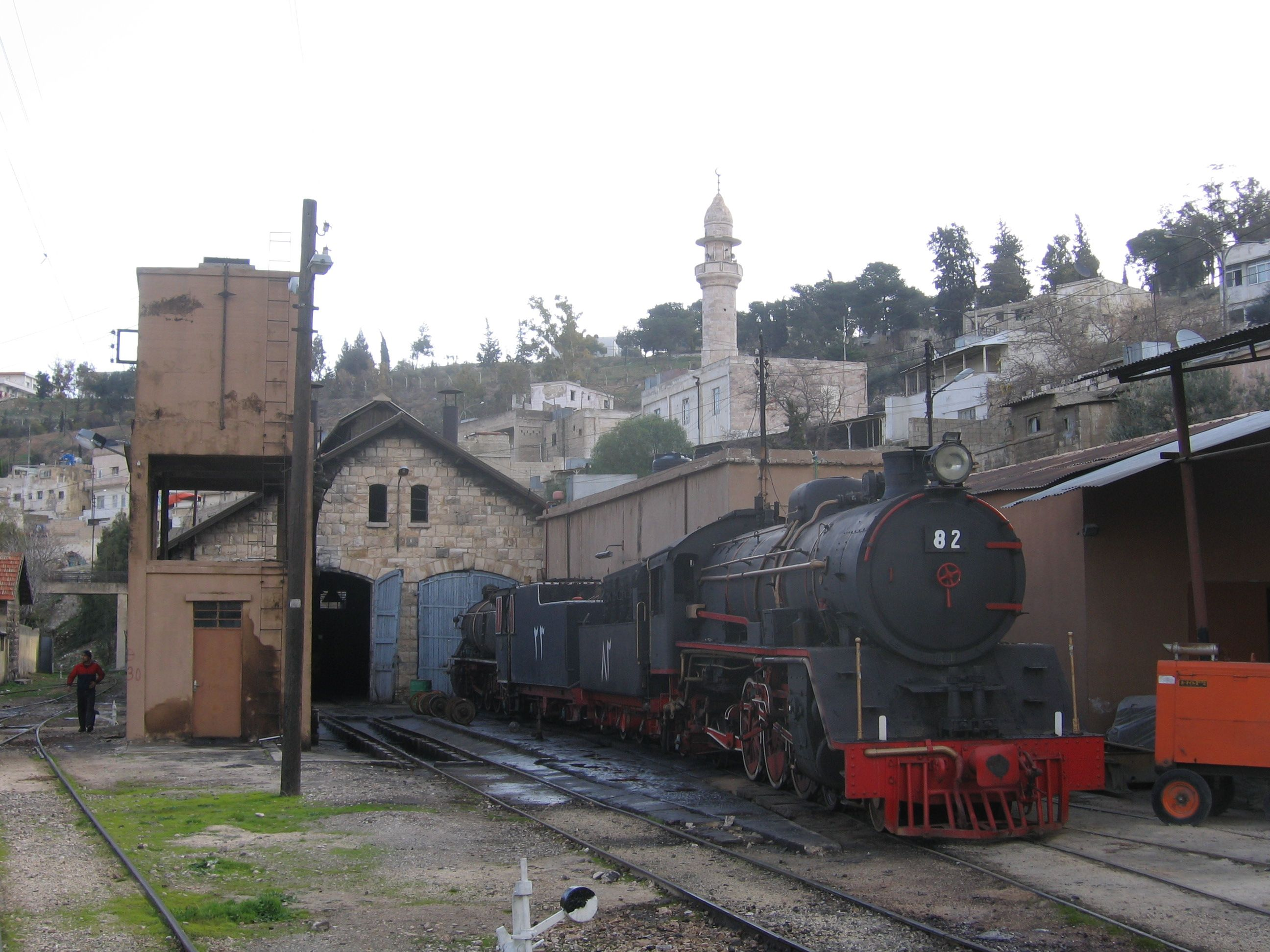
Werkplaats Amman.
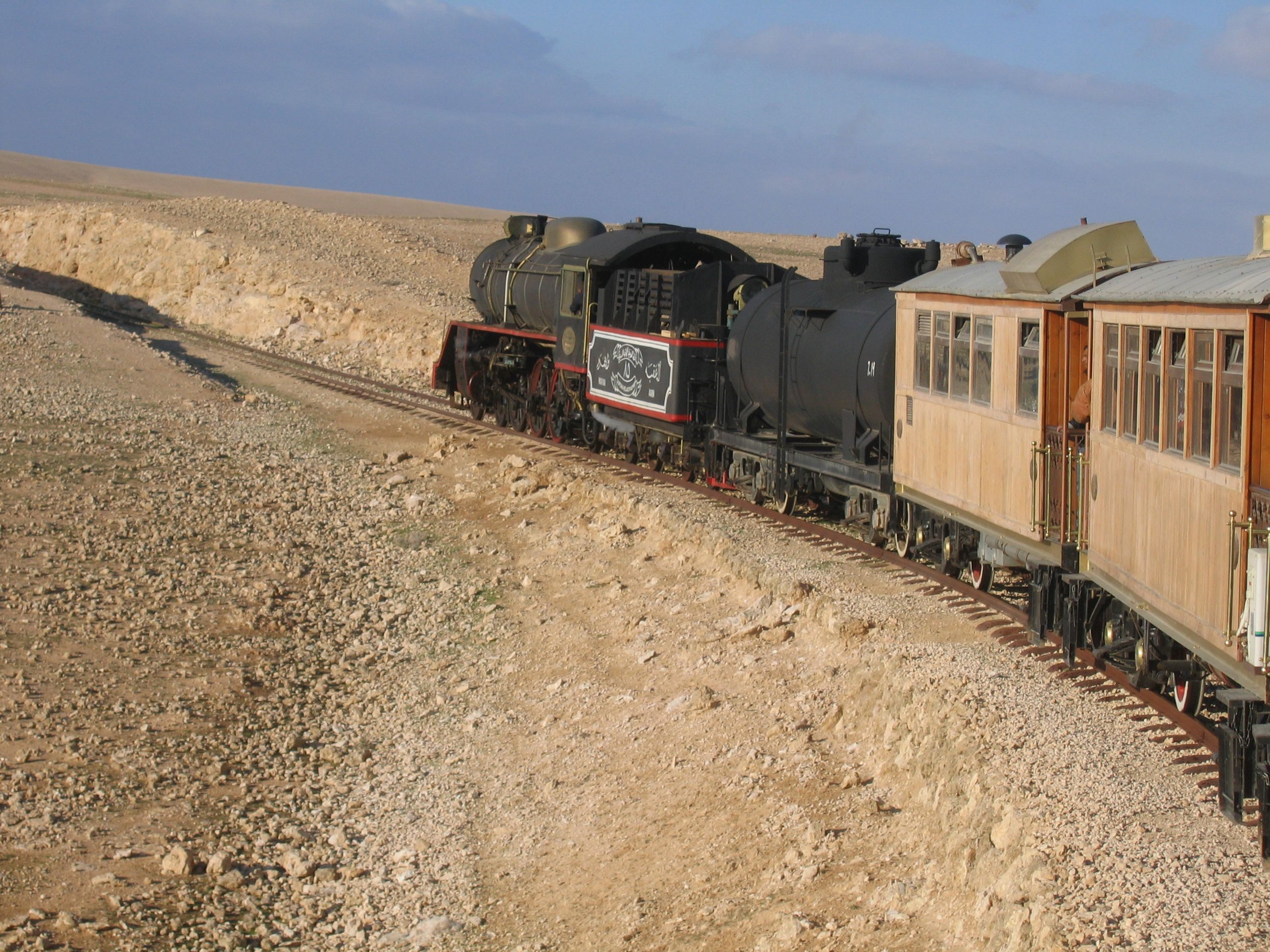
Stoomlokomotief met waterwagen op weg door de woestijn.
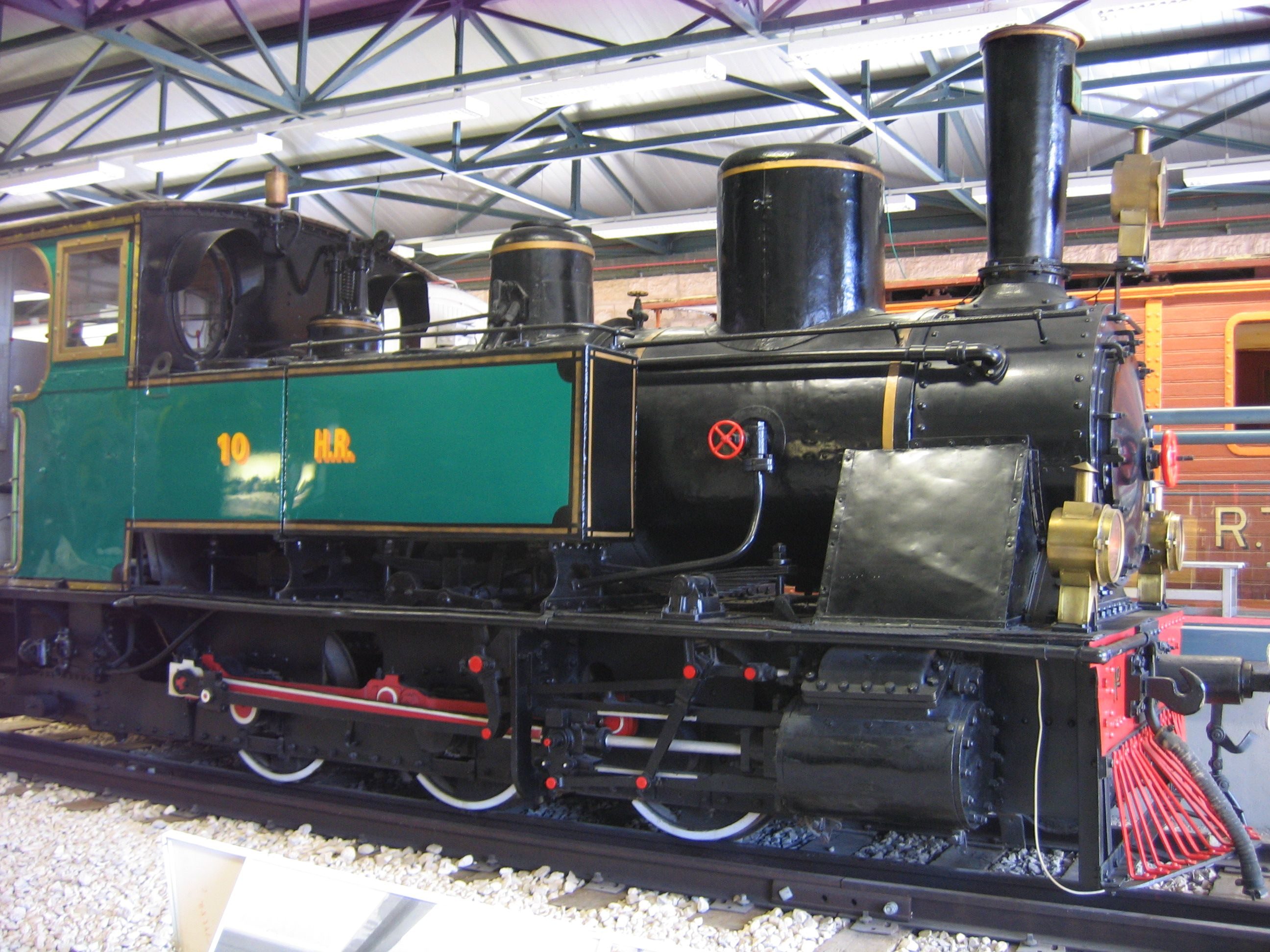
Loc nr. 10 in het Israëlische spoorwegmuseum te Haifa.
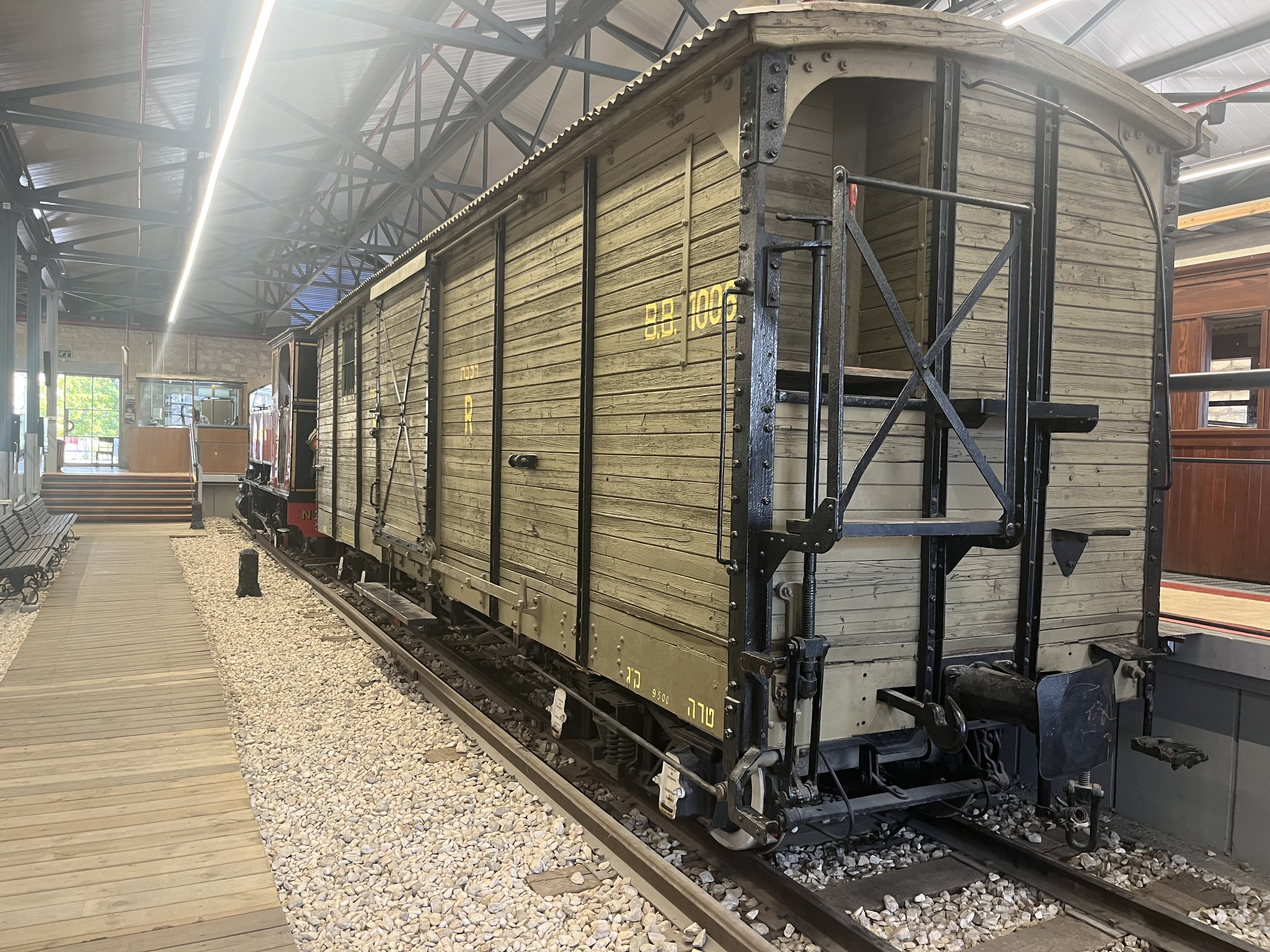
Goederenwagon van de hidjazspoorweg in het Israëlische spoorwegmuseum te Haifa.

De eerste locomotiven werden door de commissie in drie groepen besteld;
- De eerste bestelling omvatte drie C-Tenderlocomotiven beschafft. Deze werden in 1901 gebouwd door het Belgische Ateliers de la Meuse S.A. Voor de treindienst bleken ze snel ongeschikt door een zwakke ketel en een kleine watervoorrad, zodat ze later alleen nog in de rangeerdienst werden ingezet.
- De tweede bestelling in de herfst van 1902 omvatte wederom drie-assers. Krauss & Co. uit München leverde zes locomotieven met sterkere ketels en grotere waterbakken. Na een zeer korte bouwtijd van 42 dagen werd het eerste exemplaar afgeleverd in Beiroet, de laatste werd nog in 1903 afgeleverd.
- De laatste drie locomotieven waren voor de aanleg van de zijlijn naar Haifa bestemd. Deze locomotieven konden alleen rijden in combinatie met een waterwagen waardoor het bruikbare gewicht afnam. Omdat de spoorwegmaatschappij niet over speciale wagons beschikte werden twee kubusvormige watertanks van elk 8 m³ op een platte wagon gemonteerd.

Daarom werd bij de volgende serie gekozen voor een 1'D-Locomotieven met een losse tender van 12 m³, waarvan er in 1903 acht door Krauss werden geleverd. In 1904 en 1905 werd nog een vervolgserie van zes stuks geleverd. Het locomotievenpark werd daarnaast nog aangevuld met vier tenderlocomotieven met drie gekoppelde assen, die vooral voor de aanleg van de lijn Haifa–Dera werden aangeschaft en in 1905 door Lokomotivbauanstalt Hohenzollern uit Düsseldorf werden geleverd.
De groei van het net betekende ook dat nog meer locomotieven besteld moesten worden. De bedrijfsleiding wilde zes locomotieven hebben voor de inmiddels begonnen reizigersdiensten op de trajecten Damascus–Haifa en Damascus-Ma'an, alsmede 19 zware goederentreinlocomotieven van Krauss. Tegelijk gaf ze de commissie in overweging om compoundlocomotieven voor de steile hellingen in het Jarmukdal en het Ammonietgebergte aan te schaffen. Hiermee zou het splitsen van treinen op de hellingen overbodig maken. Het voorstel werd overgenomen en er werden zeven compoundlocomotieven besteld, om onbekende redenen werden 14 en niet 6 personentreinlocomotieven besteld;
- 14 1'C-Locomotieven met tender, de helft kwam van Arnold Jung Lokomotivfabrik in Jungenthal bei Kirchen an der Sieg, de andere helft kwam van de Sächsische Maschinenfabrik in Chemnitz;
- 7 1'D-Locomotieven met Tender bij de Sächsischen Maschinenfabrik; volgens de voorwaarden van de uitschrijving moesten ze op een helling van 20 ‰ treinen van 200 t met 10 km/u kunnen trekken en geschikt zijn voor bochten met een straal van minimaal 90 m.
- 4 (1'B)C-Mallet-Locomotieven met tender bij Henschel & Sohn in Kassel. De bedrijfsleiding zag echter af van vervolgseries omdat de gelede locomotieven te veel eiste van de werkplaatsen en de opleiding van toch al schaars personeel.

De locomotieven werden allemaal gebouwd en geleverd in 1906 en 1907. Ze voldeden qua bouwwijze en uitrusting aan de normen van de Duitse spoorwegen. De bok was zeer ruim opgezet, met klapstoeltjes en als bescherming tegen de zon voorzien van rolluiken aan de zijkant en dak dat voor schaduw zorgt.
Toch waren er nog meer locomotieven nodig, Lokomotivfabrik Jung nam de bouw van 12 1'D-maschines op zich met een korte levertermijn. Voorwaarde was dat ze zoveel mogelijk moetsen lijken op die van Kraus en bepaalde onderdelen, de lagers, besturing, ketel en keteldelen, uitwisselbaar moesten zijn. Het hoofdzakelijke verschil tussen de locomotieven van Jung en die van Krauss is de asindeling. In 1911 werden ook nog locomotieven geleverd door Guttsmann AG uit Breslau.
Voor de identificatie van de locomotieven gebruikte de hidjazspoorweg bedrijfsnummers zonder relatie met de reeks. In de loop van de tijd zijn drie nummerschema's gebruikt.

### Rijtuigen
De Hidjazspoorweg bezat 23 „oudere“ vier-assige rijtuigen 3e klas met elk 48 zitplaatsen, die voor de start van de reizigersdienst waren aangeschaft voor het vervoer van soldaten en arbeiders.

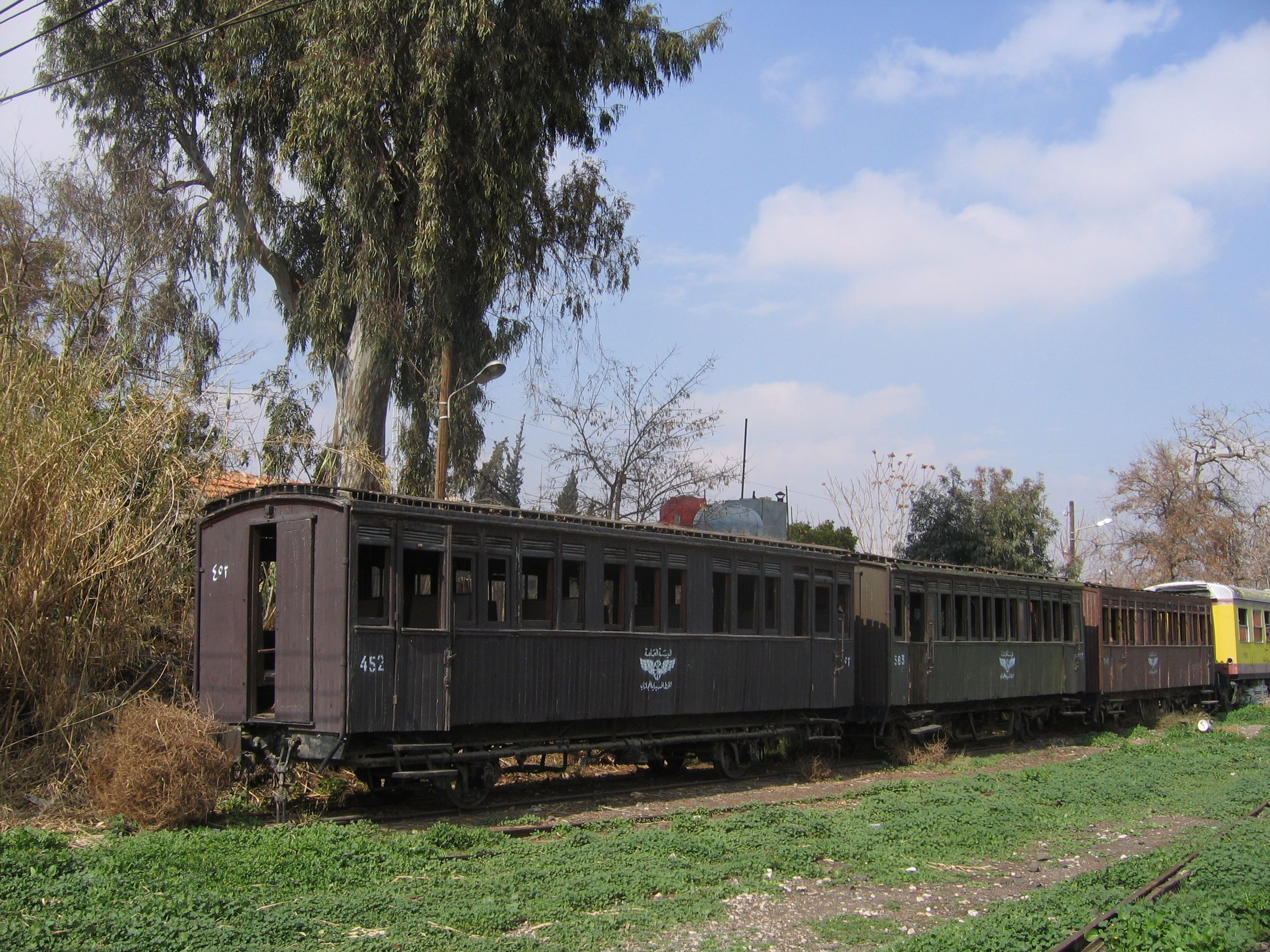
Rijtuigen in de werkplaats Damascus-Kadam
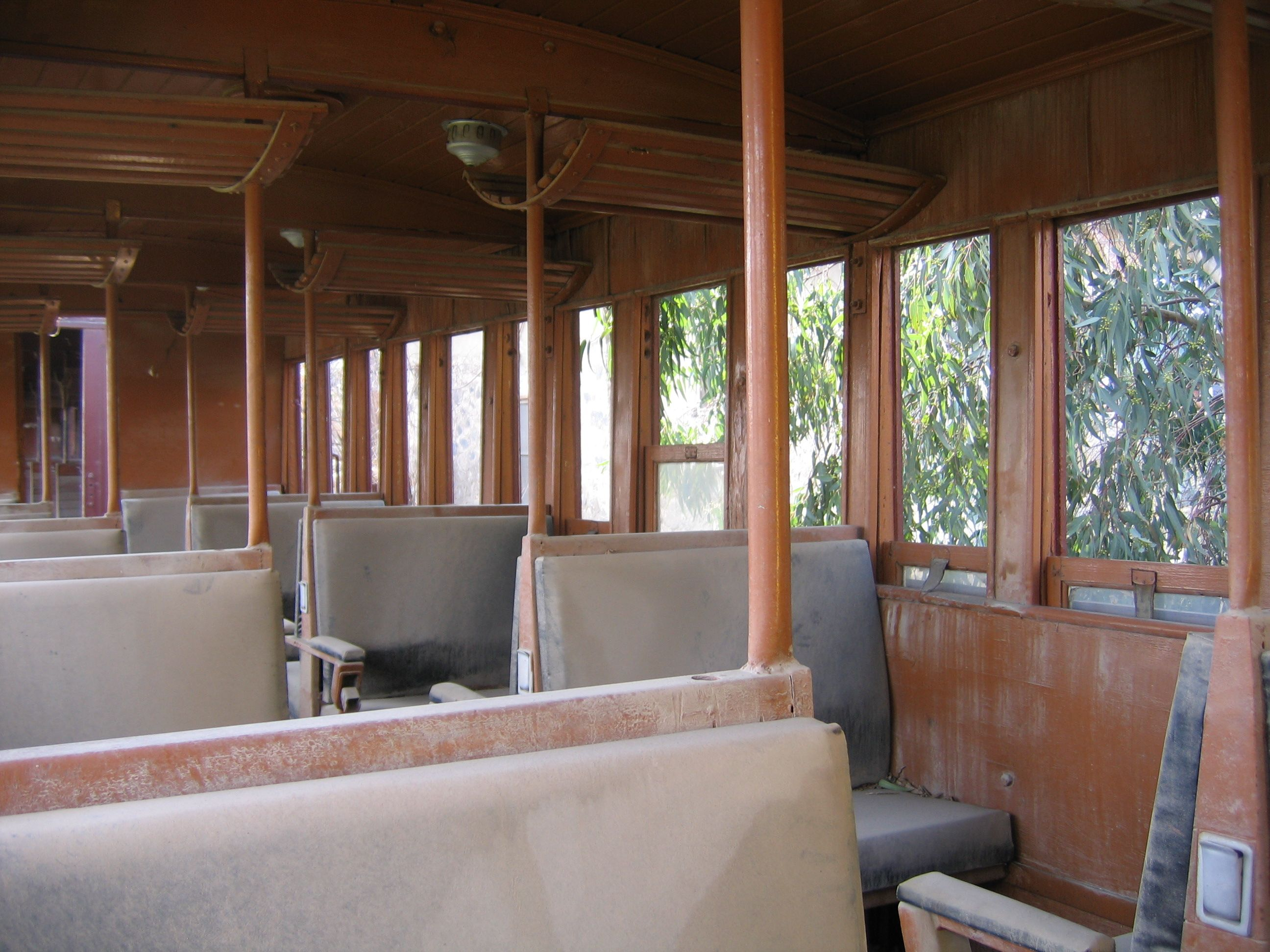
Rijtuig 2e klas van de Syrische Hidjazspoorweg.
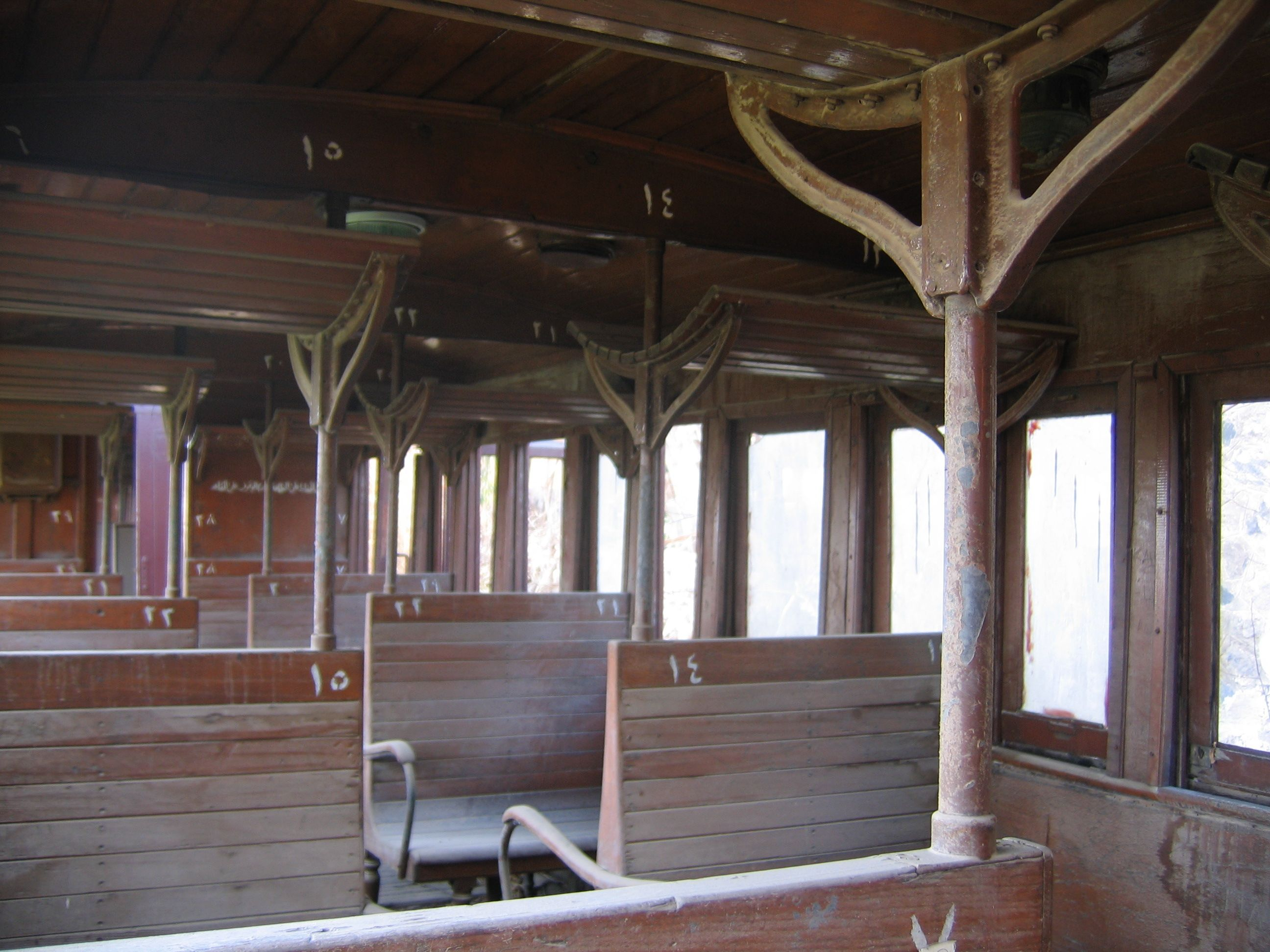
Rijtuig 3e klas van de Syrische Hidjazspoorweg.
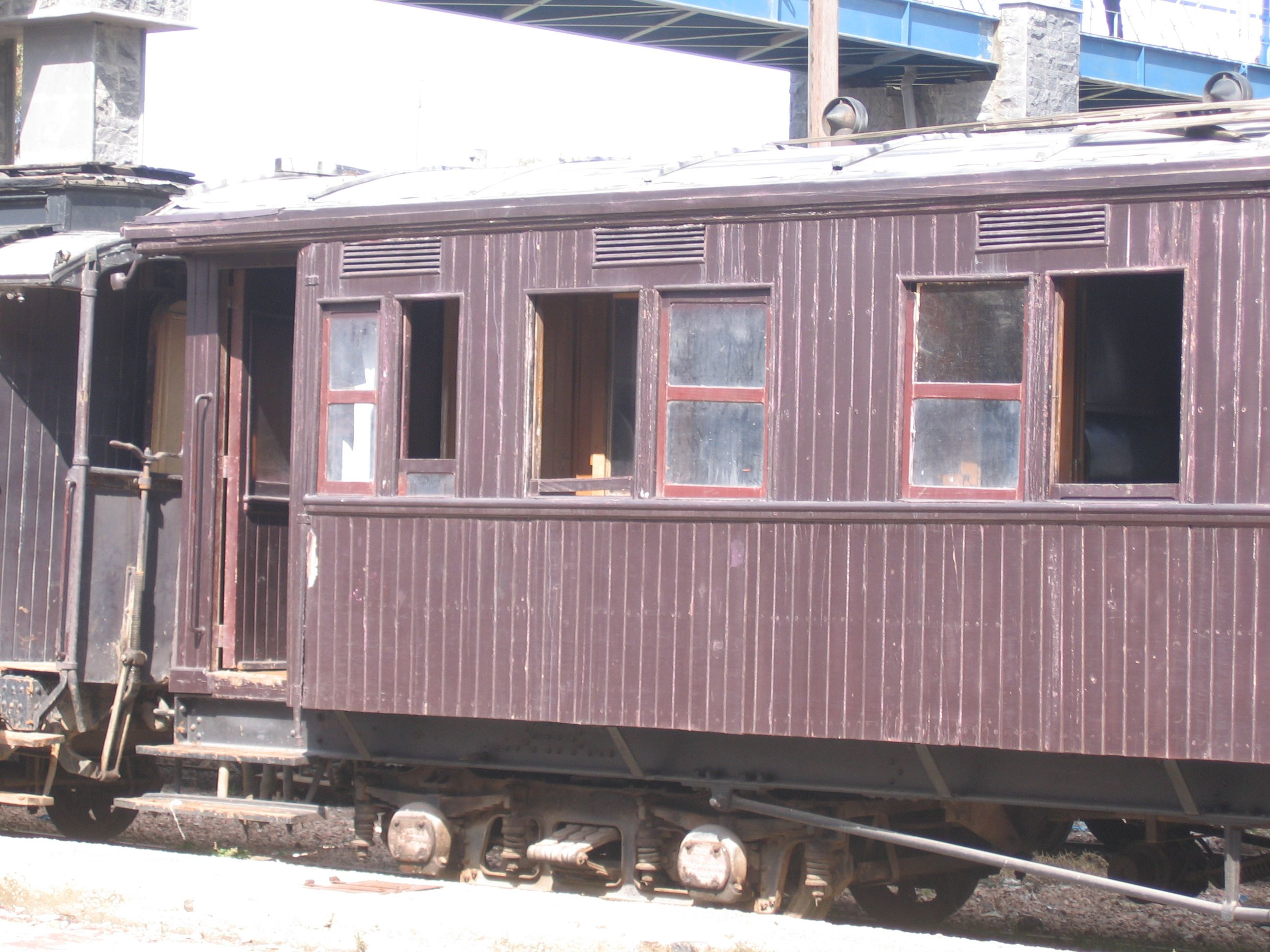
Rijtuig van de Syrische Hidjazspoorweg.
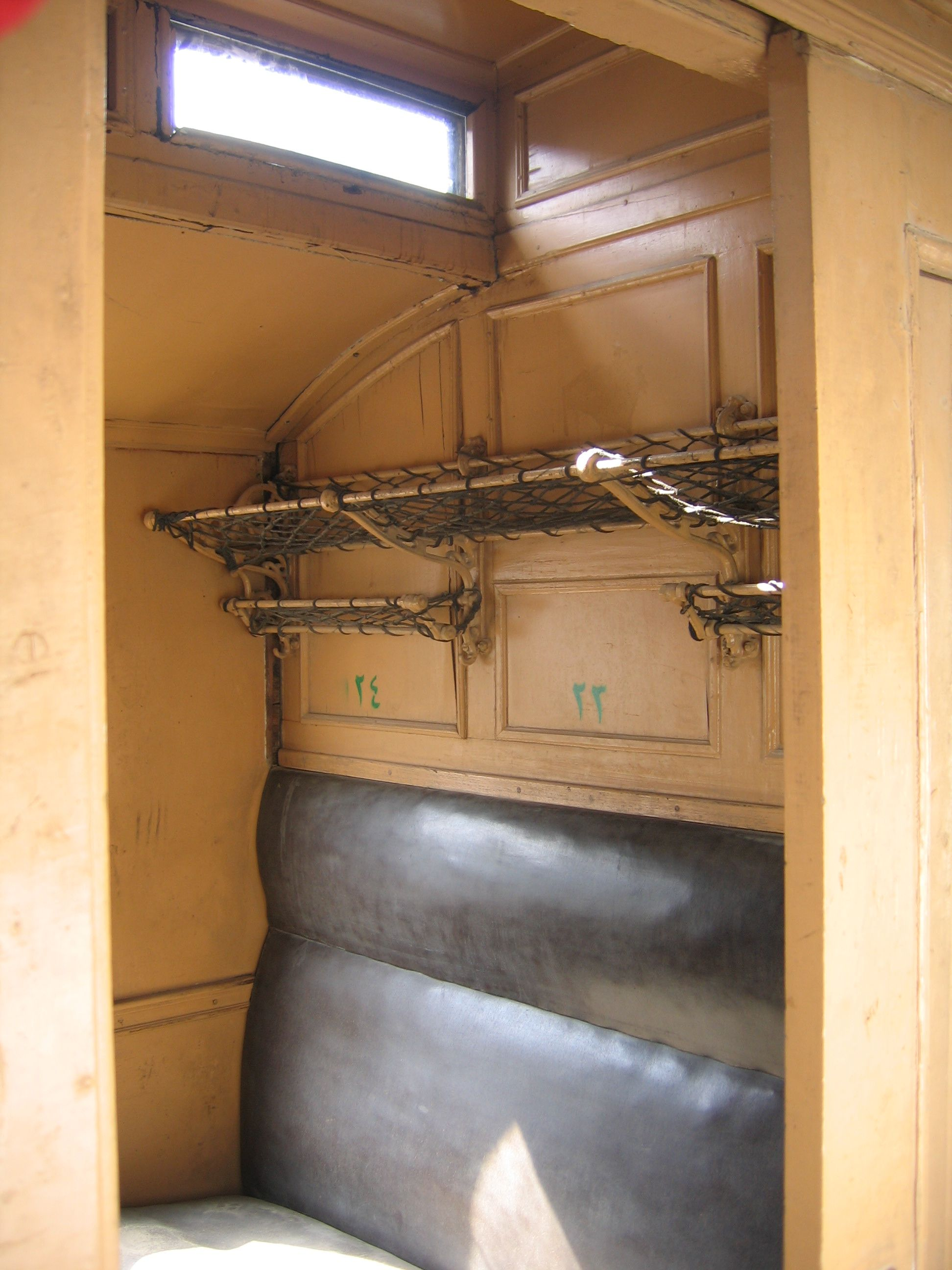
Luxe klas van de Syrische Hidjazspoorweg.

Meer rijtuigen werden geleverd door Maschinenbau-Actiengesellschaft Nürnberg: twee 1e klas en 4 2e klas rijtuigen kwamen al in 1906 in dienst. Deze hadden een zijgang, eindbalkons en een oriëntaals toilet met opklapbare wastafel in het midden van het rijtuig. De overige uitrusting kwam overeen met de D-trein rijtuigen van de Preußisch-Hessische Eisenbahngemeinschaft. De 1e klas kende 18 zitplaatsen verdeeld over 4 ½ coupées, de 2e klas had 36 zitplaatsen verdeeld over zes coupées. Het onderstel bestond grotendeels en de opbouw geheel uit eikenhout, de buitenkant was met teakhout bekleed. In verband met de populariteit van de rijtuigen werden al een jaar later 16 rijtuigen bijbesteld. Dit betrof zes rijtuigen 1e klas, negen rijtuigen 3e klas en een salonrijtuig. Deze rijtuigen waren 3 meter langer dan de eerdere series zodat de 1e klas 39 zitplaatsen kreeg verdeeld over 6 ½ coupées. De 3e klas kreeg 60 zitplaatsen in 6 ½ coupées waaronder een Haremlik, een vrouwen coupé. Als verbetering kreeg deze serie geen ventilatie opbouw maar een hoog bol dak met een schaduw dak. In verband met ongedierte kregen de stoelen in de 1e klas geen pluche maar lederen bekleding. De toiletten werden verplaatst naar de uiteinden van de rijtuigen en de grote vensters in de 1e klas werden, wegens het goedkopere beheer van reserveonderdelen, opgedeeld. Het salonrijtuig met de grote venster was hoofdzakelijk bedoeld als uitzichtsrijtuig voor groepsreizen en had als enige een grote ruimte die echter wel in het midden was voorzien van een verstevigingswand.
De Wagenbauanstalt Werdau uit Sachsen leverde in april 1907 de vijftien twee assige bagagerijtuigen. Deze hadden vrije stuurassen en eveneens een schaduwdak. Verder waren ze voorzien van een handrem die bediend kon worden uit de coupé van de hoofdconducteur en leidingen voor de aansluiting van de vacuümrem inclusief drukmeters en ventielen.
Daarnaast leverde de marinewerkplaats in Constantinopel, als geschenk voor de Hidjazspoorweg, drie speciale rijtuigen, waaronder een slaaprijtuig en een Moskeerijtuig.

### Wagons
Het oorspronkelijke wagenpark bestond uit 595 die allemaal door de Belgische industrie werden geleverd en besond uit:
- 375 lageboordwagons met 15 t toelaatbare belading met vaste en klapbare kop en zijkanten van 35 cm hoog.
- 15 lageboordwagons met 25 t toelaatbare belading met vaste en klapbare kop en zijkanten van 35 cm hoog.
- 29 hogeboordwagons met 15 t toelaatbare belading met 1,2 m hooge vaste kop en zijwanden en een tweedelige klapdeur in iedere zijwand.
- 75 hogeboordwagons met 25 t toelaatbare belading met 1,2 m hooge vaste kop en zijwanden en een tweedelige klapdeur in iedere zijwand.
- 95 gesloten goederenwagons met 15 t toelaatbare belading.
- 6 Veewagons met 10 t toelaatbatre belading.
- 2 Ketelwagons voor watervervoer.

In 1911 werden nog 80 wagons besteld bij de Gothaer Wagonfabrik Fritz Bothmann und Gluck.

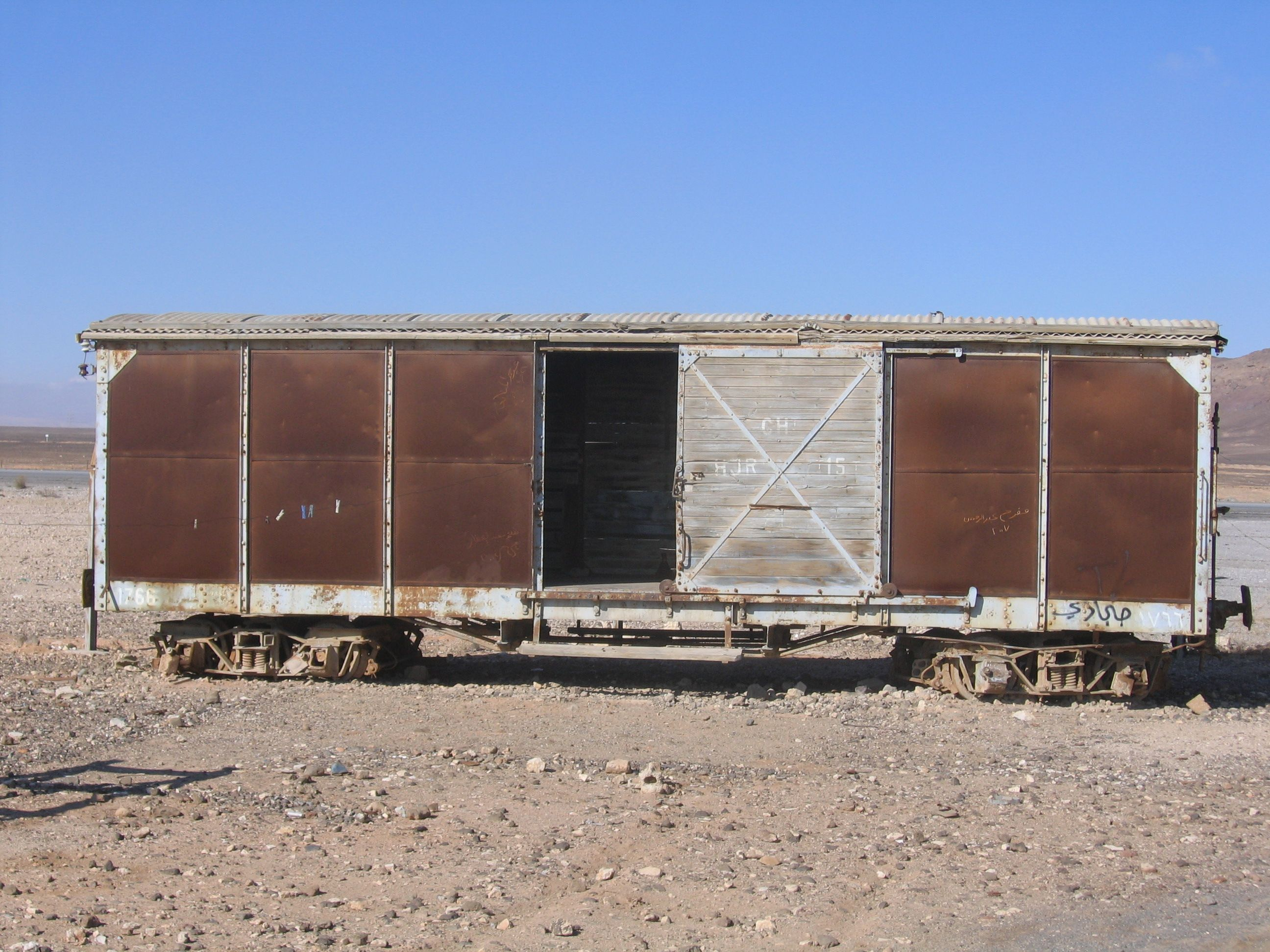
Goederenwagon in station Anese, JHR
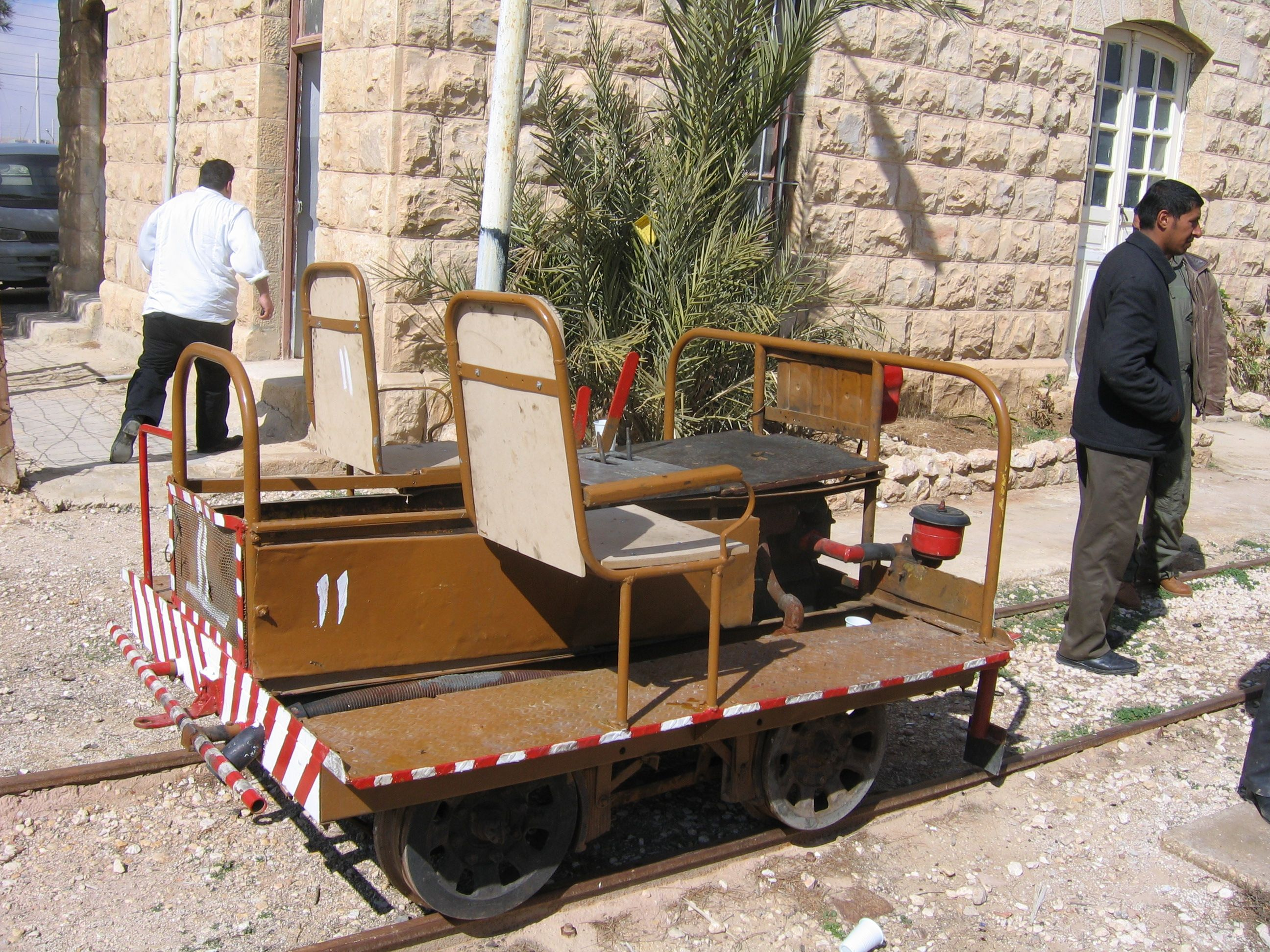
Draisine van de Jordan Hejaz Railway
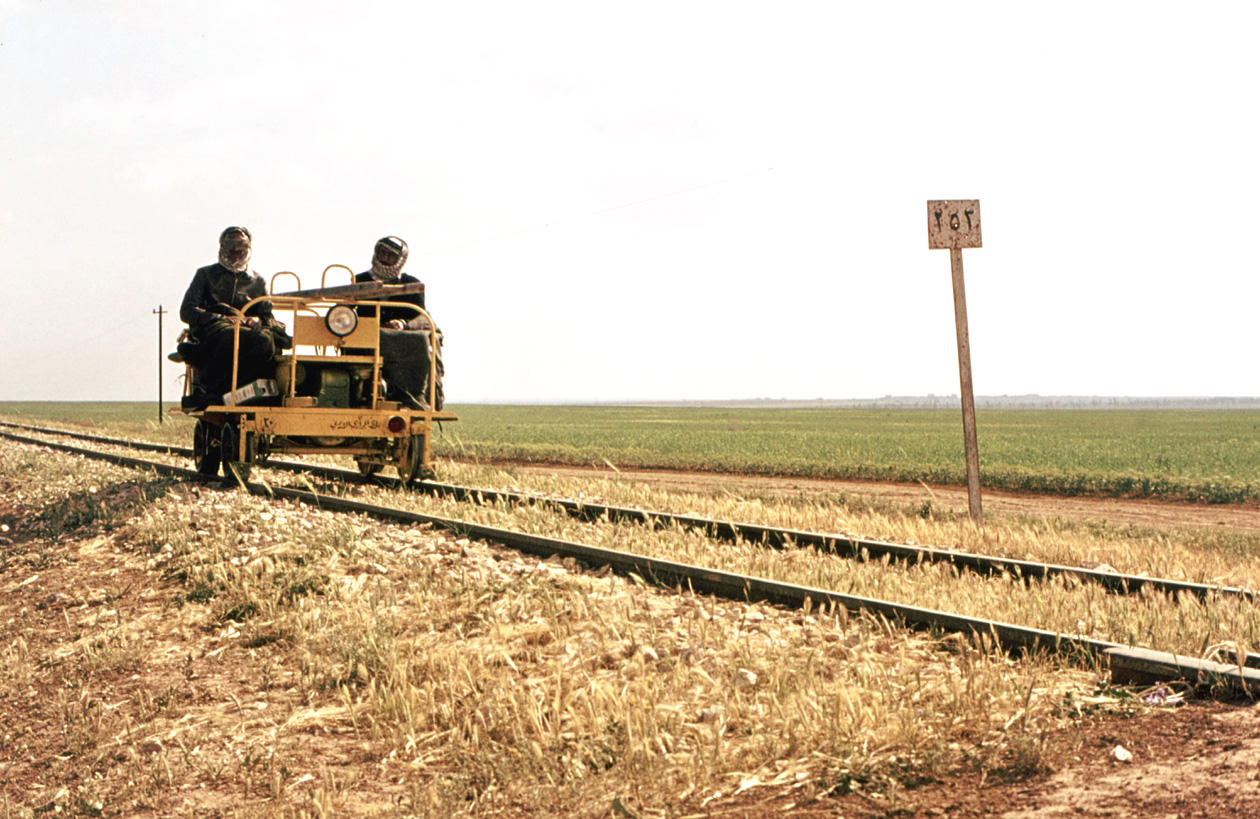
Draisine bij km 253

Alle wagons hadden vier assen verdeels over twee draaistellen van het model Diamond, een ijzeren onderstel van 10 m lang en 2,3 m breed, alsmede een middenbuffer.
Alles bij elkaar liet de kwaliteit van de goedkoop ingekocht wagons te wensen over.

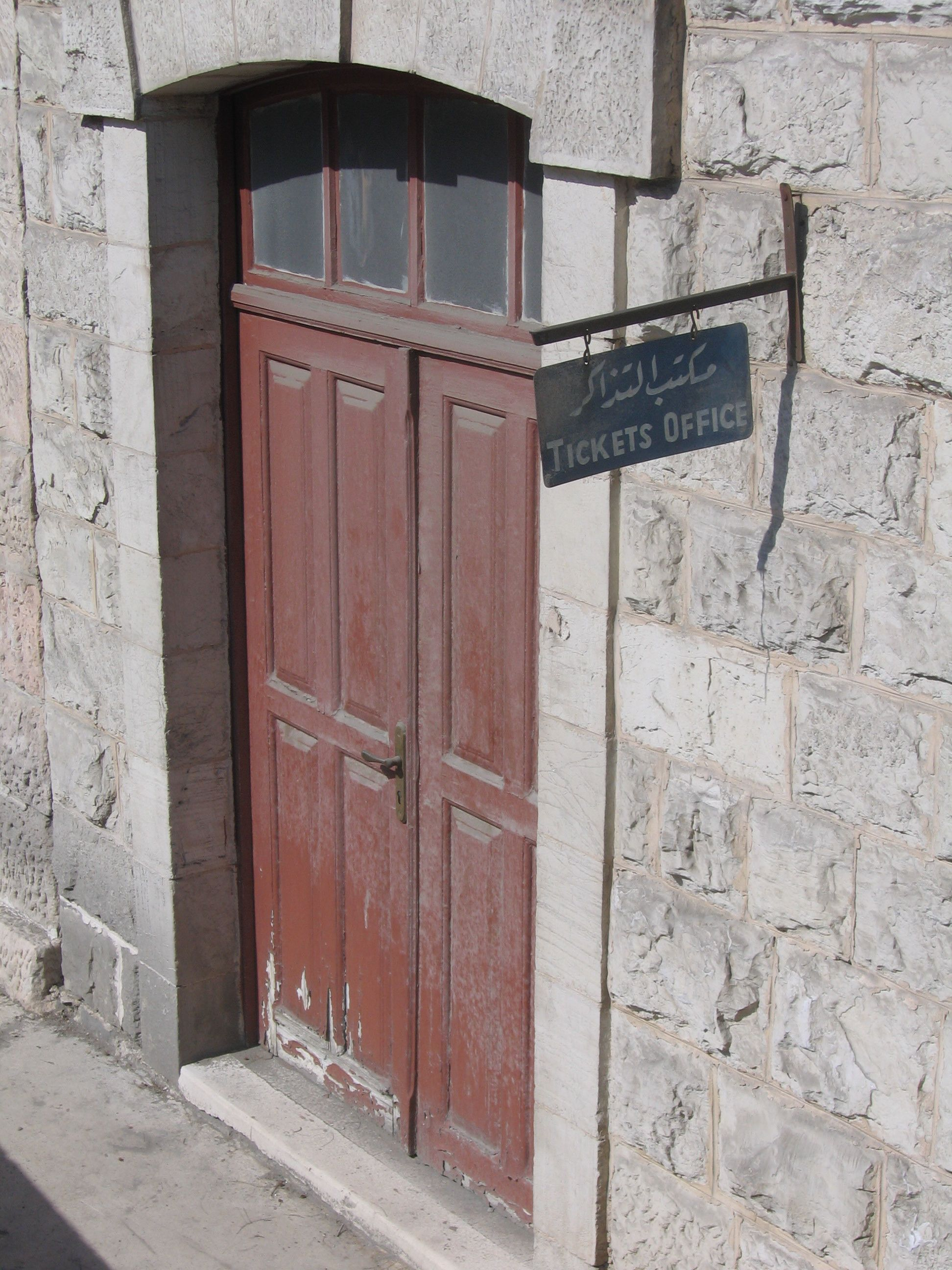
Gesloten loket in het station van Amman.

## Heden en toekomst
De maximumsnelheid van de lijn bedraagt 50 km/u. Er worden drie treindiensten onderhouden:
- Damascus naar Dera en Borsa (gelegenheidsritten).
- De fosfaattreinen binnen Jordanië tussen Faraifa en Akaba.
- Markttreinen tussen Amman en Az Zarqa.

De wekelijkse internationale verbiding tussen Amman en Damascus werd eind 2006 gestaakt.
Volgens publicaties in de vakpers zijn/waren er plannen om vanaf 2009 te beginnen met de aanleg van een normaalspoorlijn van ongeveer 30 km tussen de grootste plaatsen van Jordanië, Amman en Az Zarqa, op het bestaande tracé. Of hierbij drie spoorstaven zouden worden gebruikt, zodat doorgaand verkeer op de Hidjazspoorweg mogelijk zou blijven, is niet bekend. Ook wordt er al langer gesproken over de ombouw tot normaalspoor van het hele traject tussen Damascus en Amman, dit is echter door politieke onenigheden tussen beide landen niet gerealiseerd. Als deze projecten worden uitgevoerd zou dit het economische einde van de Hidjazspoorweg dichterbij brengen, aangezien het in stand houden van honderden kilometers voor alleen toeristische doelen op lange duur niet houdbaar is.
De belangrijkste reden om de hidjazspoorweg in stand te houden is de rechtsvorm van religieuze stichting die het opheffen politiek niet opportuun maakt.

## Musea

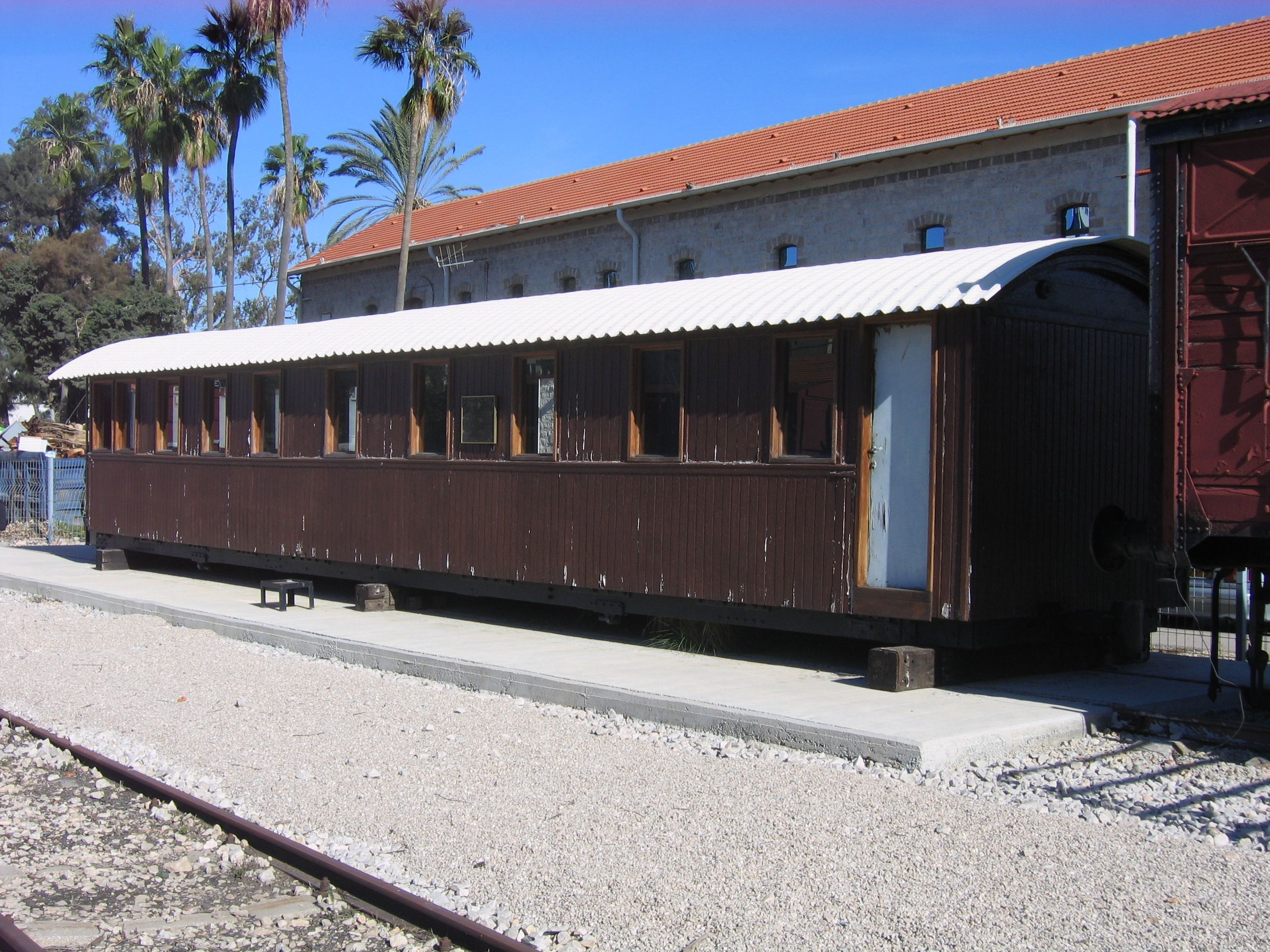
Salonrijtuig van Koning Abdallah ibn Husain I. van Jordanië in het Israëlische spoorwegmuseum in Haifa.
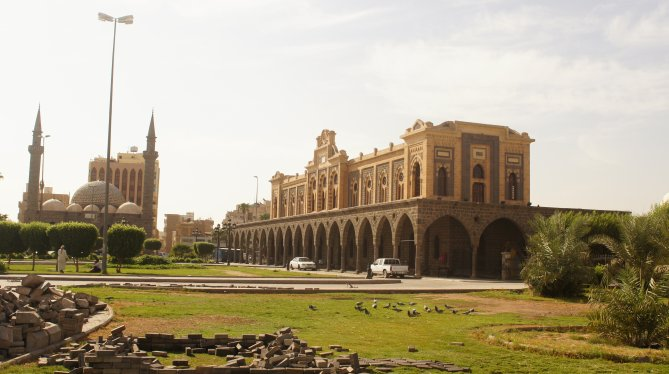
Het gerestaureerde kopstation in Medina (2012).
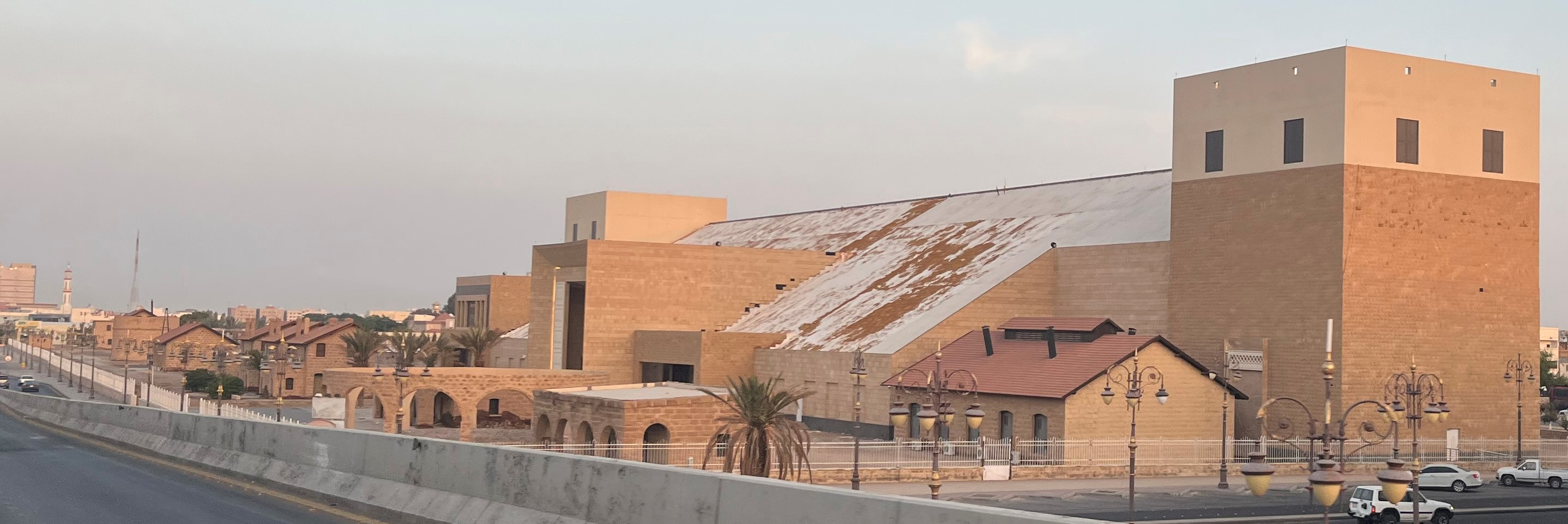
Voormalige station van Taboek op het terrein van het provinciaalmuseum in Taboek (2022).

Inmiddels zijn er drie musea in Saoedi Arabië gewijd aan de Hidjazspoorweg. Het belangrijkste staat op het vroegere emplacement van Medina. Meerdere locomotieven werden daarnaar overgebracht en deels gerestaureerd. Een locomotief is bedrijfsvaardig en rijdt over korte afstand onder stoom. In de locloods van Mada'in Saleh (km 955,0) bevindt zich sinds 2005 een klein spoorwegmuseum. Het derde staat in Taboek op het terrein van het voormalige station (km 692.0) en laat de geschiedenis van de provincie zien. Daarnaast staan, deels toegankelijke, gerestaureerde spoorgebouwen, zoals de locomotieven werkplaats.
Ook het Israëlische spoorwegmuseum in Haifa heeft vele museumstukken van de Hidjazspoorweg. Sinds 2008 is in het in 2005 gerestaureerde station Kfar Jehoschuʿa / Tell asch-Schammam een museum van de Jesreeldallijn.